# Емметт Тілл
Емметт Луїс Тілл (25 липня 1941 –  28 серпня 1955) — афроамериканський хлопчик, якого викрали, катували та лінчували в Міссісіпі у 14-річному віці після звинувачення в образі білої жінки в її сімейному продуктовому магазині. Жорстокість вбивства та той факт, що його вбивць було виправдано, привернули увагу до довгої історії насильницького переслідування афроамериканців у США. Тілл посмертно став іконою руху за громадянські права.
Тілл народився та виріс у Чикаго, штат Іллінойс. Під час літніх канікул у серпні 1955 року він відвідував родичів поблизу Мані, штат Міссісіпі, у районі дельти Міссісіпі. Він розмовляв із 21-річною Керолін Браянт, білою одруженою власницею невеликого продуктового магазину. Хоча те, що трапилося в магазині, є предметом суперечок, Тілла звинуватили у флірті з Браянт або висвистуванні їй від захоплення. Взаємодія Тілла з Браянт, можливо, мимоволі, порушила неписаний кодекс поведінки чорного чоловіка при спілкуванні з білою жінкою на Півдні епохи Джима Кроу. Через кілька ночей після інциденту в магазині чоловік Браянт, Рой, і його зведений брат Дж. В. Мілам пішли в будинок дядька Тілла зі зброєю та викрали Емметта. Вони побили та понівечили хлопчика, перш ніж вистрілити в голову та втопити тіло в річці Таллагачі. Понівечене роздуте тіло хлопчика виявили та дістали з річки через три дні.
Тіло Тілла повернули до Чикаго. Мати наполягала на публічній панахиді з відкритою труною, яка відбулася в Церкві Бога у Христі Роберта Темпла. Пізніше було сказано, що «похорони у відкритій труні, проведені Меймі Тілл Бредлі, показали світові більше, ніж роздуте, понівечене тіло її сина Емметта Тілла. Її рішення привернуло увагу не лише до расизму США та варварства самосуду, а й до обмежень і вразливості американської демократії». Десятки тисяч людей відвідали похорон або дивились на нього у відкритій труні. Фотографії його понівеченого тіла були опубліковані в орієнтованих на чорношкірих журналах і газетах, викликавши підтримку чорношкірих людей та симпатії білих у США. Пильна увага була спрямована на відсутність у чорношкірих цивільних прав у Міссісіпі, а газети по всьому США критикували штат. Хоча місцеві газети та представники правоохоронних органів спочатку засуджували насильство проти Тілла та закликали до справедливості, вони відреагували на національну критику, захистивши жителів Міссісіпі, тимчасово підтримавши вбивць.
У вересні 1955 року присяжні, у складі яких були лише білі, визнали Браянта та Мілама невинними у вбивстві Тілла. Захищені від повторного притягання до кримінальної відповідальності за вбивство Тілла, вони за 4000 доларів публічно зізналися в інтерв'ю журналу «Лук» у 1956 році, що катували та вбили хлопчика. Вбивство Тілла розглядалося як каталізатор наступного етапу руху за громадянські права. У грудні 1955 року в Алабамі розпочався бойкот автобусних мереж у Монтгомері, який тривав понад рік, у результаті чого Верховний суд США постановив, що окремі автобуси для чорношкірих суперечать Конституції. За словами істориків, події навколо життя та смерті Тілла продовжують викликати резонанс. На початку 21 століття була створена Меморіальна комісія Емметта Тілла. Будівля суду округу Самнер була відреставрована та включає Центр інтерпретації Емметта Тілла. 51 місце в дельті Міссісіпі вшановується як пов'язане з Тіллом. 29 березня 2022 року Джо Байден підписав Закон Емметта Тілла проти самосуду, який визначає самосуд федеральним злочином на ґрунті ненависті.

## Раннє дитинство
Емметт Тілл народився в 1941 році в Чикаго в родині Меймі Картан (1921—2003) і Луїса Тілла (1922—1945). Мати Емметта, Меймі, народилася в маленькому містечку Вебб, у дельті Міссісіпі. Регіон дельти охоплює велику територію північно-західного штату Міссісіпі, що складається з кількох округів, у вододілі річок Язу та Міссісіпі. Коли Картан було два роки, її родина переїхала до Арго, штат Іллінойс, неподалік Чикаго, у рамках Великого переселення сільських темношкірих сімей з Півдня на Північ, щоб уникнути насильства, відсутності можливостей і нерівного ставлення за законом. Арго прийняв стільки південних мігрантів, що його назвали «Маленьким Міссісіпі». Дім матері Картан часто використовувався іншими мігрантами як проміжна станція, коли вони намагалися знайти роботу та житло.
У 1950-х роках Міссісіпі був найбіднішим штатом США, а округи дельти були одними з найбідніших у Міссісіпі. Меймі Картан народилася в окрузі Таллагачі, де середній дохід на білу родину в 1949 році становив 690 доларів США (еквівалентно 7 000 доларам у 2016). Для чорношкірих сімей ця цифра становила 462 долари (еквівалентно 4 700 доларам у 2016). У сільській місцевості економічні можливості для темношкірих були майже відсутні. В основному це були скіпщики, які жили на землі, яка належала білим. Темношкірі були фактично позбавлені виборчих прав і виключені з голосування та політичної системи з 1890 року, коли законодавчий орган, де домінували білі, прийняв нову конституцію. Тоді виникли перешкоди для реєстрації виборців. Білі також прийняли постанови про встановлення расової сегрегації та закони Джима Кроу.
Меймі в основному виховувала Емметта разом зі своєю матір'ю; вона та Луїс Тілл розлучилися в 1942 році після того, як дізналася про його зради. Пізніше Луїс знущався з неї, душив до втрати свідомості, за що вона плеснула в нього гарячу воду. У 1943 році за порушення наказу суду триматися від Меймі Луїс Тілл якомога далі був змушений робити вибір між в'язницею або вступом до армії США. У 1945 році, за кілька тижнів до четвертого дня народження сина, його стратили за вбивство італійської жінки та зґвалтування двох інших.
У 6 років Емметт заразився поліомієлітом, через що він став заїкатися. Меймі та Емметт переїхали до Детройта, де вона зустріла «Рожевого» Бредлі та одружилася в 1951 році. Емметт надавав перевагу Чикаго, тому повернувся туди до своєї бабусі; його мати та вітчим приєдналися до нього пізніше того ж року. Після розірвання шлюбу в 1952 році «Рожевий» Бредлі повернувся до Детройта.

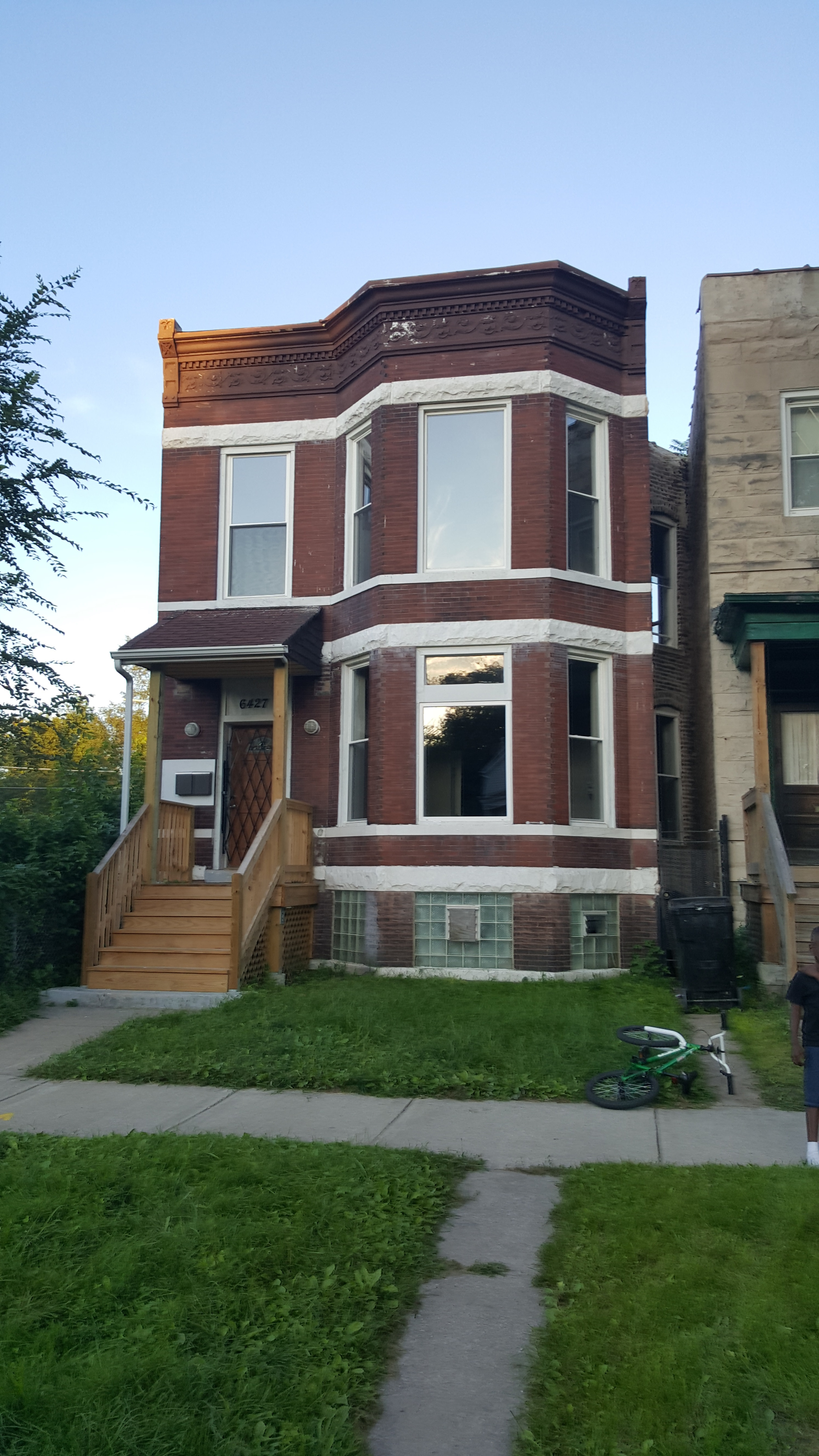
Двоквартирний будинок у Чикаго, де Емметт Тілл жив з матір'ю в середині 1955

Меймі Тілл Бредлі та Емметт жили разом у жвавому районі Чикаго Саут-Сайд, неподалік від далеких родичів. Вона почала працювати цивільним клерком у ВПС США за кращу зарплату. Меймі пригадувала, що Емметт був достатньо працьовитим, щоб допомагати з хатніми справами, хоча іноді відволікався. Його мати згадувала, що часом він не знав власних меж. Після розлучення Бредлі навідався до Меймі з погрозами. 11-річний Емметт з м'ясним ножем у руках вигнав вітчима. Однак зазвичай Емметт був щасливий. Він і його двоюрідні брати та друзі жартували один над одним (Емметт одного разу під час довгої поїздки в машині одягнув спідню білизну друга собі на голову, поки той спав), а також вони проводили свій вільний час на бейсбольних іграх. Він гарно одягався та часто був у центрі уваги своїх однолітків.

### Плани відвідати родичів у Міссісіпі
Влітку 1955 році дядько Меймі Тілл Бредлі, 64-річний Моуз Райт, відвідав її та Емметта в Чикаго та розповів племіннику історії про життя в дельті Міссісіпі. Емметт захотів побачити це на власні очі. Райт планував супроводжувати Тілла з двоюрідним братом Вілером Паркером; інший двоюрідний брат, Кертіс Джонс, незабаром приєднається до них. Райт був скіпщиком і за сумісництвом священником, якого часто називали «проповідником». Він жив у Мані, штат Міссісіпі, невеликому містечку в дельті, яке складалося з трьох магазинів, школи, пошти, бавовноочисної фабрики та кількох сотень жителів за 8 миль (13 км) на північ від Грінвуда. Перед тим, як Емметт вирушив до дельти, мати попередила його, що Чикаго та Міссісіпі — це два різні світи, і він повинен знати, як поводитися з білими на Півдні. Він запевнив її, що розуміє.
Статистичні дані по лінчуванню у США почали збирати у 1882 році. З того часу понад 500 афроамериканців були вбиті без суду лише в Міссісіпі та понад 3000 на півдні країни. Більшість випадків відбулися між 1876 і 1930 роками. Хоча до середини 1950-х років вбивства на расовому підґрунті ставалися рідше, вони все ж траплялися. На всьому Півдні міжрасові стосунки були заборонені як засіб збереження переваги білих. Навіть припущення про сексуальний контакт між темношкірими чоловіками та білими жінками міг призвести до суворого покарання для темношкірих чоловіків. Відродження застосування законів Джима Кроу стало очевидним після Другої світової війни, коли афроамериканські ветерани почали наполягати на рівних правах на Півдні.
Расова напруженість посилилася після рішення Верховного суду США 1954 року у справі Браун проти Управління освіти про неконституційність сегрегації в державній освіті. Багато прихильників сегрегації вважали, що рішення призведе до міжрасових побачень і шлюбів. Білі чинили рішучий опір рішенню суду: один округ Вірджинії закрив усі державні школи, щоб запобігти інтеграції, інші юрисдикції просто проігнорували це рішення. Іншими словами білі використовували жорсткіші заходи, щоб утримати темношкірих у політичному безправ'ї, в якому вони були з початку століття. Сегрегація на Півдні була використана, щоб насильно позбавити темношкірих будь-якої видимості соціальної рівності.
За тиждень до того, як Тілл прибув до Міссісіпі, темношкірий активіст Ламар Сміт був застрелений перед будівлею суду округу в Брукейвені за політичну акцію. Трьох білих підозрюваних заарештували, але незабаром відпустили.

## Зустріч Тілла та Керолін Браянт

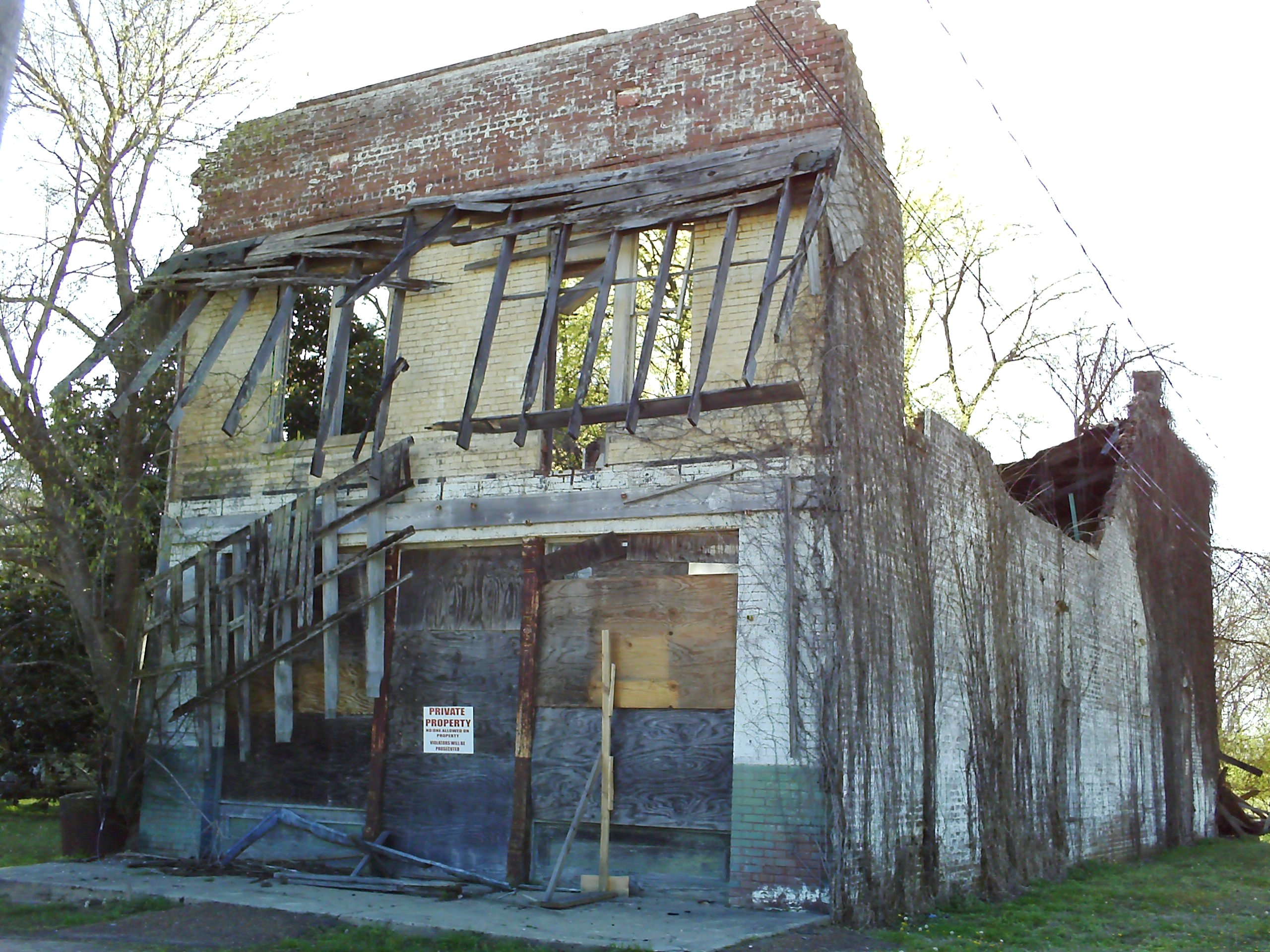
Залишки продуктового та м'ясного ринку Браянтів у 2009

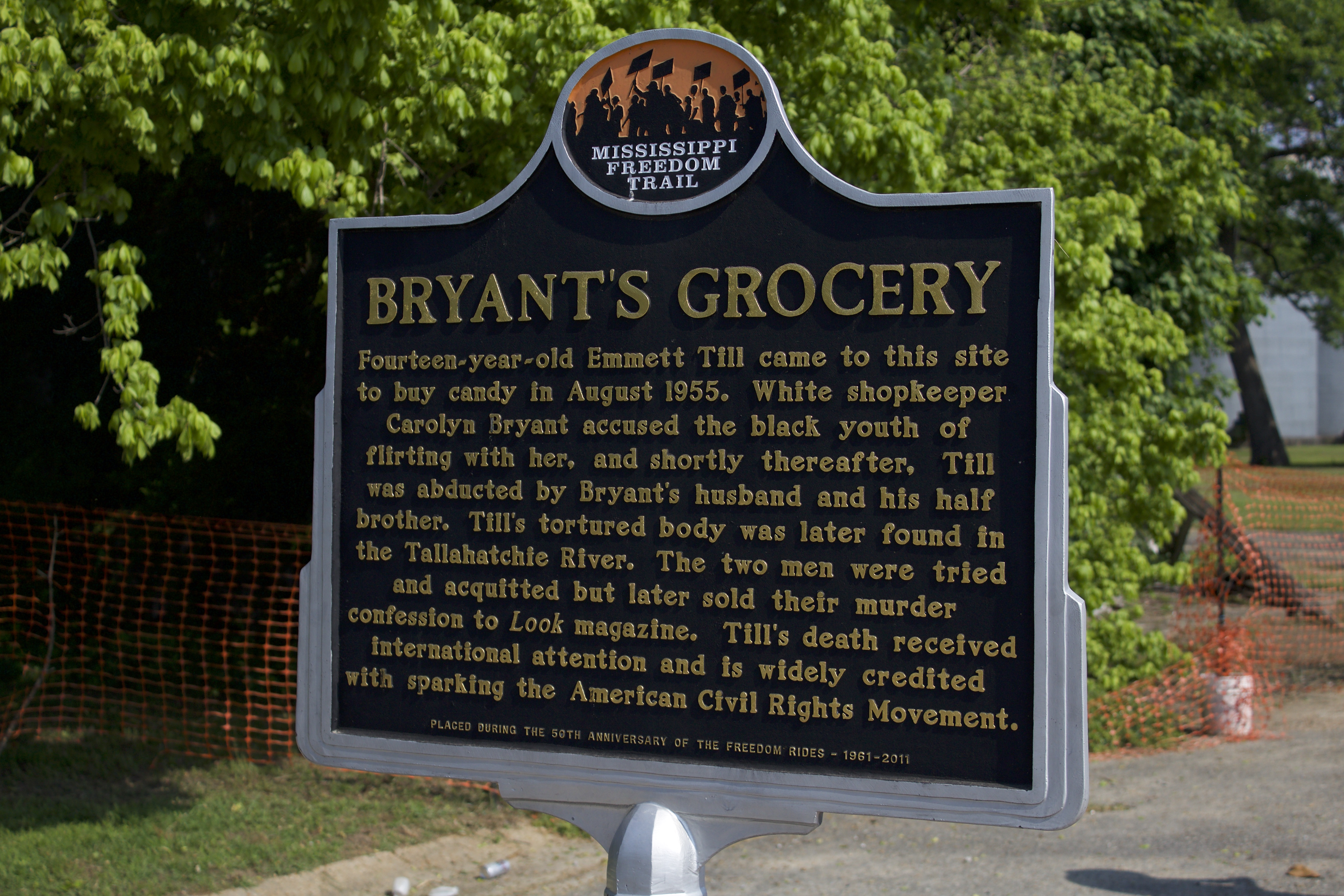
Табличка біля бакалії Браянтів, 2018

21 серпня 1955 року Тілл прибув до Мані, штат Міссісіпі. 24 серпня він і двоюрідний брат Кертіс Джонс пропустили церкву, де проповідував його двоюрідний дядько Моуз Райт, і приєдналися до кількох місцевих хлопців, які пішли в продуктовий магазин Браянтів і м'ясний ринок купити цукерок. Підлітки були дітьми здольників і цілий день збирали бавовну. Ринок здебільшого обслуговував місцеве населення — здольників і належав білій парі, 24-річному Рою Браянту та його 21-річній дружині Керолін. Того дня Керолін була сама в передній частині магазину; її невістка була в задній частині магазину та спостерігала за дітьми. Джонс залишив Тілла з іншими хлопцями, поки грав у шашки на протилежному боці вулиці.
Факти того, що сталося в магазині, досі суперечливі. Відповідно до слів Джонса, інші хлопці повідомили, що у Тілла є фотографія інтегрованого класу в школі, яку він відвідував у Чикаго, і Тілл похвалився хлопцям, що білі діти на фото були його друзями. Він вказав на білу дівчину на фотографії або послався на фотографію білої дівчини і сказав, що це його дівчина. Згідно з розповіддю Джонса, один або кілька місцевих хлопців підбили Тілла заговорити з Браянт. Однак, в особистому звіті про інцидент у книзі 2009 року, двоюрідний брат Тілла Сімеон Райт, який також був присутній, заперечив версію Джонса про те, що сталося того дня. За словами Райта, у Тілла в гаманці не було фотографії білої дівчини, і ніхто не підбивав його фліртувати з Браянт. У 2015 році, Райт сказав: «Ми не змушували його піти в магазин — так сказали білі люди. Вони сказали, що у нього були фотографії його білої дівчини. Фотографій не було. Вони ніколи зі мною не розмовляли. Вони ніколи не брали у мене інтерв'ю». У звіті ФБР, завершеному в 2006 році, зазначено: «[Кертіс] Джонс відмовився від своїх заяв 1955 року перед смертю та вибачився перед Меймі Тілл-Моблі».
Згідно з деякими версіями, зокрема коментарями деяких молодих людей, що стояли біля магазину, Тілл, можливо, засвисів на Брайант. Двоюрідний брат Тілла, Сімеон Райт, який був з ним у магазині, заявив, що Тілл свиснув на Брайант, сказавши: «Я думаю, [Емметт] хотів покепкувати з нас або щось таке», додавши: «Він завжди жартував, і важко було сказати, коли він був серйозним». Райт заявив, що після свисту він одразу стривожився. «Ну, це нас налякало майже до смерті», — згадував Райт. «Знаєте, ми були майже в шоці. Ми не змогли вибратися звідти досить швидко, тому що ніколи раніше не чули про щось подібне. Чорний хлопець насвистує на білу жінку? У Міссісіпі? Ні.» Райт заявив: «Ку-клукс-клан і нічні вершники були частиною нашого повсякденного життя». Після його зникнення в газеті було зазначено, що Тілл іноді свистів, щоб полегшити своє заїкання. Його мова часом була нечітка; його мати казала, що йому було особливо важко вимовляти звуки «б», і він, можливо, свистів, щоб подолати проблеми, коли просив жуйку. Вона сказала, навчила Тілла тихенько свистіти собі під ніс, перш ніж вимовляти свої слова, щоб допомогти йому розмовляти.
Під час судового розгляду справи про вбивство Браянт засвідчила, що Тілл схопив її руку, коли вона складала цукерки, і сказав: «Як щодо побачення, крихітко?». Вона розповіла, що після того, як вона звільнилася з його рук, молодий чоловік пішов за нею до каси, схопив її за талію і сказав: «Що трапилося, дитинко, ти не можеш витримати?». Браянт сказала, що вона звільнилася, а Тілль сказав: «Тобі не треба мене боятися, дитинко», використав «одне „недруковане“ слово» і сказав: «Я був з білими жінками раніше». Браянт також стверджувала, що один із супутників Тілла зайшов до магазину, схопив його за руку та наказав піти. За словами історика Тімоті Тайсона, Брайант зізналася йому в інтерв'ю 2008 року, що її свідчення під час суду про словесні та фізичні домагання Тілла були неправдивими. Браянт свідчив, що Тілл схопив її за талію і сказав непристойні слова, але пізніше сказала Тайсону, що «це неправда». Щодо решти того, що сталося, 72-річна жінка заявила, що не пам'ятає. Тайсон цитує Брайант: «Ніщо, що зробив той хлопець, ніколи не зможе виправдати те, що з ним сталося». Однак на магнітофонні записи інтерв'ю з Брайант, які Тайсон зробив, немає таких висловлювань. Крім того, невістка Марша Брайант, яка була на цих інтерв'ю спростувала слова Тайсона.
Кілька десятиліть потому двоюрідний брат Тілла Сімеон Райт також оскаржив свідчення Керолін Браянт у суді. Райт стверджує, що він увійшов до магазину «менш ніж через хвилину» після того, як Тілл залишився всередині наодинці з Браянт, і він не бачив жодної неприйнятної поведінки та не чув «жодної розпусної розмови». Райт сказав, що Тілл «заплатив за свої товари, і ми разом вийшли з магазину». Під час розслідування закритої справи у 2006 році ФБР зазначило, що інше анонімне джерело, яке, як було підтверджено, перебувало в магазині в той самий час, що й Тілл і його двоюрідний брат, підтвердило слова Райта.
Автор Девері Андерсон пише, що в інтерв'ю з адвокатами захисту Браянт розповіла версію першої зустрічі: Тілл схопив її за руку та запросив на побачення, але не підійшов та схопив її за талію, згадуючи минулі стосунки з білими жінками, або не те, що інший хлопець змушений був витягувати його з магазину. Крім того, Андерсон зазначила, що багато коментарів, зроблених причетними до викрадення Тілла, свідчать про те, що саме слова Браянт розлютили вбивць, а не якісь ймовірні фізичні переслідування. Наприклад, Моуз Райт (свідок викрадення) сказав, що викрадачі згадували лише «розмови» в магазині, а шериф Джордж Сміт звинувачував Тілла в «некрасивих висловлюваннях». Андерсон припускає, що ці докази, взяті разом, означають, що більш екстремальні деталі історії Браянт були вигадані постфактум як частина правової стратегії захисту.
У будь-якому випадку, після того, як Райт і Тілл вийшли з магазину, Браянт вийшла на вулицю, щоб дістати пістолет з-під сидіння автомобіля. Підлітки побачили, як вона це робить, і одразу ж пішли. Було визнано, що Тілл свиснув, коли Браянт йшла до своєї машини. Однак залишається суперечливим, чи свиснув він у бік Браянт, чи в бік гри в шашки, яка відбувалася через дорогу.
Один із хлопців перебіг вулицю, щоб розповісти Кертісу Джонсу про події в магазині. Коли старший чоловік, з яким Джонс грав у шашки, почув цю історію, він закликав хлопців швидше піти, побоюючись насильства. Браянт розповіла іншим про події в магазині, історія швидко поширилася. Джонс і Тілл відмовилися розповісти про це своєму двоюродному дядькові Моузу Райту, побоюючись, що вони потраплять у неприємності. Тілл сказав, що хоче повернутися додому в Чикаго. Чоловік Каролін Рой Браянт був у тривалій поїздці, перевозячи креветок до Техасу, і повернувся додому лише 27 серпня. Історик Тімоті Тайсон сказав, що розслідування, проведене активістами з громадянських прав, дійшли висновку, що Керолін Браянт спочатку не розповіла своєму чоловікові Рою Браянту про зустріч із Тіллом, він дізнався від покупця. Як повідомляється, Рой був злився на дружину за те, що вона не розповіла йому. Керолін Браянт сказала ФБР, що не сказала своєму чоловікові, бо боялася, що він поб'є Тілла.

## Самосуд
Коли Рой Браянт дізнався, що сталося. Він агресивно допитав кількох молодих темношкірих чоловіків, які увійшли до магазину. Того вечора Браянт разом із чорним чоловіком на ім'я Дж. В. Вашингтон підійшов до темношкірого підлітка, який йшов дорогою. Браянт наказав Вашингтону схопити хлопчика, посадити його в кузов пікапа та відвезти для впізнання напарницею Керолін, яка була свідком епізоду з Тіллом. Друзі чи батьки поручилися за хлопчика, а напарниця заперечила, що хлопець, якого схопили, був тим, кого вони шукали. Якимось чином Браянт дізнався, що учасник інциденту, був із Чикаго та жив у Моуза Райта. Декілька свідків чули, як Браянт і його 36-річний зведений брат Джон Вільям Мілам обговорювали викрадення Тілла з дому.
Рано вранці 28 серпня 1955 року, десь між 2 і 3:30 годинами ранку Браянт і Мілам поїхали до Моуза Райта. Мілам був з пістолетом і ліхтариком. Він запитав Райта, чи є у нього в будинку троє хлопчиків із Чикаго. Тілл спав у ліжку разом з двоюрідним братом; у маленькій хижі з двома спальнями було вісім осіб. Мілам попросив Райта відвести їх до «негра, який говорив». Двоюрідна бабуся Тілла запропонувала чоловікам гроші, але Мілам відмовився, змусивши Емметта одягнутися. Моуз Райт повідомив людям, що Тілл був із півночі й не розумів нічого. Як повідомляється, тоді Мілам запитав: «Скільки вам років, проповіднику?» на що Райт відповів: «64». Мілам погрожував, що якщо Райт комусь скаже, то не доживе до 65 років. Чоловіки відвели Тілла до вантажівки. Райт сказав, що чув, як вони запитували когось у машині, чи це той хлопчик, і чув у відповідь «так». Коли його запитали, голос був чоловіка чи жінки, Райт сказав, що «здавалося, що це м'якший голос, ніж чоловічий». У 1956 році в інтерв'ю журналу «Лук», у якому вони зізналися у вбивстві, Браянт і Мілам сказали, що привели б Тілла до магазину для впізнання Керолін, але, за їхніми словами, Тілл сам зізнався, що розмовляв з його дружиною.
Вони прив'язали Тілла до зеленого пікапа та поїхали до Мані, штат Міссісіпі. За словами деяких свідків, вони повернули в продуктовий магазин Браянтів і взяли двох темношкірих чоловіків. Потім чоловіки поїхали до сараю в Дрю. Дорогою вони били його пістолетом і, як повідомляється, він втратив свідомість. Віллі Рід, якому на той момент було 18 років, побачив вантажівку, що проїжджала повз. Рід пригадав двох білих чоловіків на передньому сидінні та «двох чорних чоловіків» на задньому. Деякі припустили, що двоє темношкірих чоловіків працювали на Мілама та були змушені допомагати катувати, хоча пізніше вони заперечували свою присутність.
Віллі Рід розповів, що дорогою додому, почув звуки биття та плачу із сараю. Він сказав про це сусідові. Вони вдвох пішли назад дорогою до колодязя біля сараю. До них підійшов Мілам, який запитав, чи вони щось чули. Рід відповів: «Ні». Інші проходили повз сарай і чули крики. Місцевий сусід також помітив «Занадто крутого» (Лерой Коллінз) позаду сараю, який змивав кров з вантажівки, та черевик Тілла. Мілам пояснив, що він убив оленя, а взуття належало йому. 

Дехто стверджував, що Тілла застрелили та перекинули через міст Блек Баю в Глендорі, штат Міссісіпі, біля річки Таллагачі. Група повернулася до дому Роя Браянта в Мані, де, як повідомляється, спалили одяг Емметта.
— Дж. В. Мілам, журнал "Лук", 1956
В інтерв'ю 1956 року Вільяму Бредфорду Г'юї, опублікованому в журналі «Лук», Браянт і Мілам сказали, що мали намір побити Тілла, а потім налякати його, скинувши з берега в річку. Вони розповіли Г'юї, що, поки вони били Тілла, він називав їх виродками, заявляв, що він такий же хороший, як вони, і казав, що мав сексуальні контакти з білими жінками. Вони посадили Тілла в кузов своєї вантажівки та поїхали до бавовноочисного заводу, щоб взяти 32-кілограмовий вентилятор — єдиний раз, коли вони зізналися, що хвилювалися, думаючи, що на початку дня їх помітять і звинуватять у крадіжці — і проїхали кілька миль уздовж річки у пошуках місця, де позбудуться Тілла. Вони застрелили його біля річки та обважнили вентилятором.
Моуз Райт чекав на ґанку повернення Тілла двадцять хвилин. Він не повернувся в ліжко. Райт і ще один чоловік зайшли в Мані, купити бензин і роз'їхалися у пошуках Тілла. Зазнавши невдачі, вони повернулися додому о 8:00 ранку. Почувши від Райта, що він не дзвонитиме в поліцію, бо боїться за своє життя, Кертіс Джонс зателефонувала шерифу округу Лефлор, а потім своїй матері в Чикаго. Збентежена, вона подзвонила матері Емметта Меймі Тілл Бредлі. Райт і його дружина Елізабет поїхали в Самнер, де брат Елізабет зв'язався з шерифом.
Браянта та Мілама допитав шериф округу Лефлор Джордж Сміт. Вони визнали, що забрали хлопчика з двору, але стверджували, що звільнили його тієї ж ночі біля магазину Браянтів. Браянта та Мілама заарештували за викрадення. Дійшла чутка про зникнення безвісти Тілл, і незабаром долучилися Медгар Еверс, секретар Національної асоціації сприяння розвитку кольорового населення штату Міссісіпі (НАСРКН), і Емзі Мур, голова відділення округу Болівар. Вони переодягнулися збирачами бавовни та вирушили на бавовняні поля в пошуках будь-якої інформації, яка могла б допомогти знайти Тілла.
Через три дні після його викрадення та вбивства опухле спотворене тіло Тілла було знайдено двома хлопцями, які ловили рибу на річці Таллагачі. Голова була дуже понівечена: прострелена вище правого вуха, око було вибито з орбіти; є докази того, що його били по спині та стегнах, а його тіло обважнили лопаттю вентилятора, який закріпили на шиї колючим дротом. Він був оголений, але зі срібним перстнем з ініціалами «LT» і «25 травня 1943 року». Його обличчя було невпізнанним через травму та занурення у воду. Моуза Райта викликали до річки упізнання. Срібний перстень з пальця Тілла зняли повернули Райту, а потім передали окружному прокурору як доказ.

## Похорон і реакція

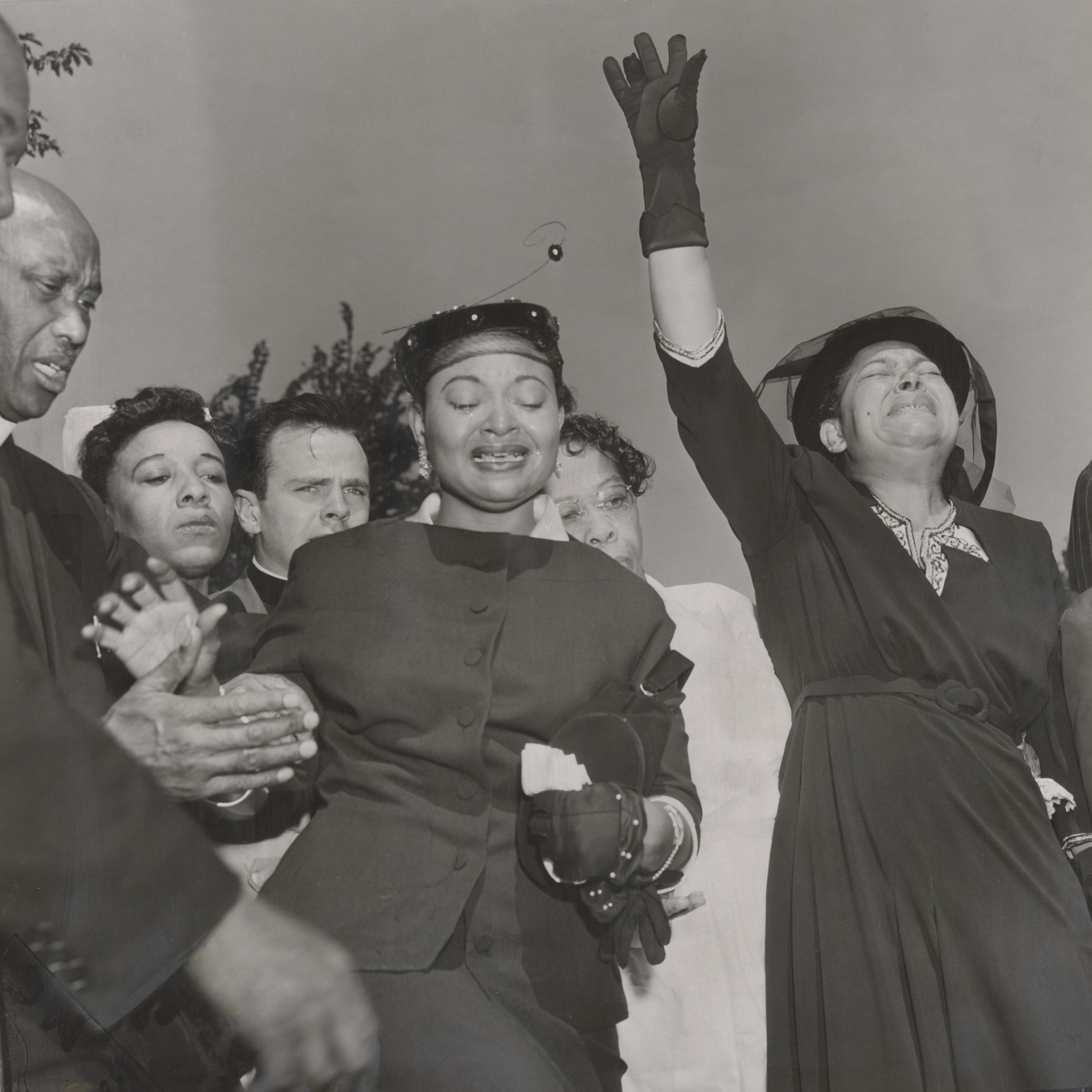
Меймі Тілл на похоронах Емметта

Хоча самосуди та вбивства на расовому підґрунті відбувалися на Півдні протягом десятиліть, обставини, пов'язані з вбивством Тілла, і час виступили каталізатором для привернення загальної уваги до справи 14-річного хлопчика, який був убитий нібито за порушення соціальних правил кастової системи. Вбивство Тілла викликало реакцію щодо сегрегації, діяльності правоохоронних органів, відносин між Північчю та Півднем, соціального статус-кво в Міссісіпі, діяльності НАСРКН і Рад білих громадян, а також холодної війни, і всі ці драматичні події з'являлися на шпальтах газет по всьому США та за кордоном.
Після зникнення Тілла історія із трьох абзаців була надрукована в «Грінвуд комонвелф». Її швидко підхопили інші газети Міссісіпі. Про його смерть повідомили, коли знайшли тіло. Наступного дня, на першій шпальті та у листі до редактора газет «Джексон дейлі ньюс» і «Віксбург івнінг пост» була опублікована фотографія, яка була зроблена на минуле Різдво. На ній мати та Тілл разом, вони посміхаються. У статтях висловлювався ганьба людям, які стали причиною смерті Тілла. В одній було написано: «Зараз настав час для кожного громадянина, який любить штат Міссісіпі, „Встати та бути порахованими“, перш ніж хуліганське біле сміття приведе нас до знищення». У листі говорилося, що негри — це не крах суспільства Міссісіпі, а білі, які в своїх радах потурають насильству.
Тіло Тілла одягли, обмазали вапном, поклали в соснову труну та підготували до поховання. Можливо, його забальзамували у Міссісіпі. Меймі Тілл Бредлі вимагала відправити тіло до Чикаго; пізніше вона сказала, що працювала над негайним припиненням поховання в Міссісіпі, вона подзвонила до кількох місцевих і державних органів влади Іллінойса та Міссісіпі, щоб переконатися, що її сина повернуть до Чикаго. Лікар не оглядав Тілла після смерті.
Губернатор штату Міссісіпі Г'ю Л. Вайт висловив співчуття з приводу вбивства, заявивши, що місцева влада повинна розпочати «жорсткі судові переслідування». Він надіслав телеграму до національних офісів НАСРКН, пообіцявши провести повне розслідування та запевнив, що «Міссісіпі не виправдовує таку поведінку». Мешканці Дельти, як чорні, так і білі, також дистанціювалися від вбивства Тілла, вважаючи обставини огидними. Редакційні статті місцевих газет беззаперечно засудили вбивць. Заступник шерифа округу Лефлор Джон Котран заявив: «Білі люди тут дуже розлючені тим, як вчинили з бідолашним маленьким хлопчиком, і вони не потерплять цього».
Однак незабаром дискусія про вбивство Тілла стала складнішою. Роберт Б. Паттерсон, виконавчий секретар сегрегаційної Ради білих громадян, використав смерть Тілла, щоб стверджувати, що політика расової сегрегації мала забезпечити безпеку чорношкірих і що їхні зусилля були нейтралізовані НАСРКН. У відповідь виконавчий секретар НАСРКН Рой Вілкінс схарактеризував інцидент як самосуд і заявив, що Міссісіпі намагався зберегти перевагу білих за допомогою вбивств. Він сказав, що «в усьому штаті немає ніякого стримувального впливу пристойності, ані в столиці штату, серед щоденних газет, серед духовенства, ані в будь-якому сегменті так званих найкращих громадян». Меймі Тілл Бредлі сказала репортеру, що вона звернеться за юридичною консультацією для допомоги правоохоронним органам знайти вбивць сина, і що штат Міссісіпі повинен розділити фінансову відповідальність. Її неправильно процитували; було повідомлено, що «Міссісіпі заплатить за це».

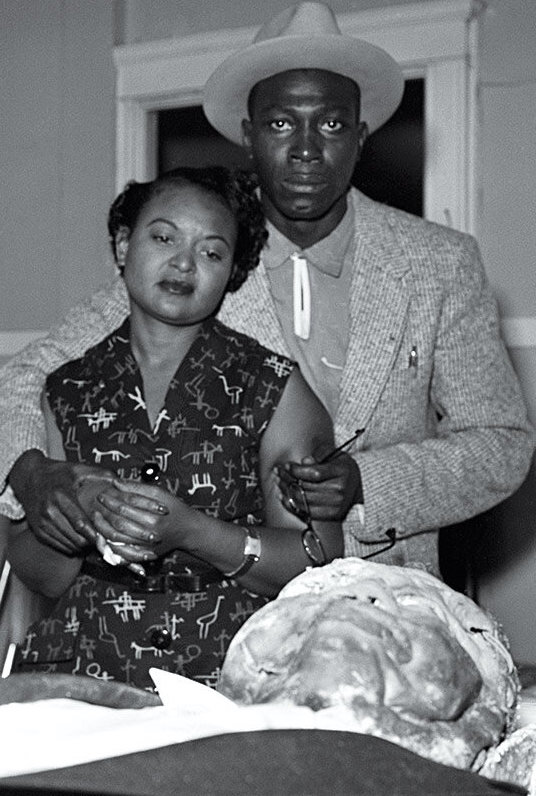
Мати Тілла оглядає його понівечений труп. З нею її наречений Джин Моблі. Меймі Тілл наполягла на похоронах у відкритій труні. Зображення тіла Тілла, надруковані в «Чикаго дефендер» і «Джет», потрапили в міжнародні новини та привернули увагу до відсутності прав чорношкірих на півдні США.

Похоронне бюро А. А. Рейнера в Чикаго отримало тіло Тілла. Бредлі наполягала на тому, щоб оглянути його, для точної ідентифікації, пізніше заявивши, що сморід від нього був чутний за два квартали. Вона вирішила влаштувати похорон у відкритій труні, сказавши: «Я просто не могла описати, що було в тій коробці. Нізащо. І я просто хотіла, щоб світ це побачив». Десятки тисяч людей вишикувалися на вулиці біля моргу, щоб побачити тіло Тілла, а через кілька днів ще тисячі відвідали його похорони у Церкві Бога у Христі Робертса.

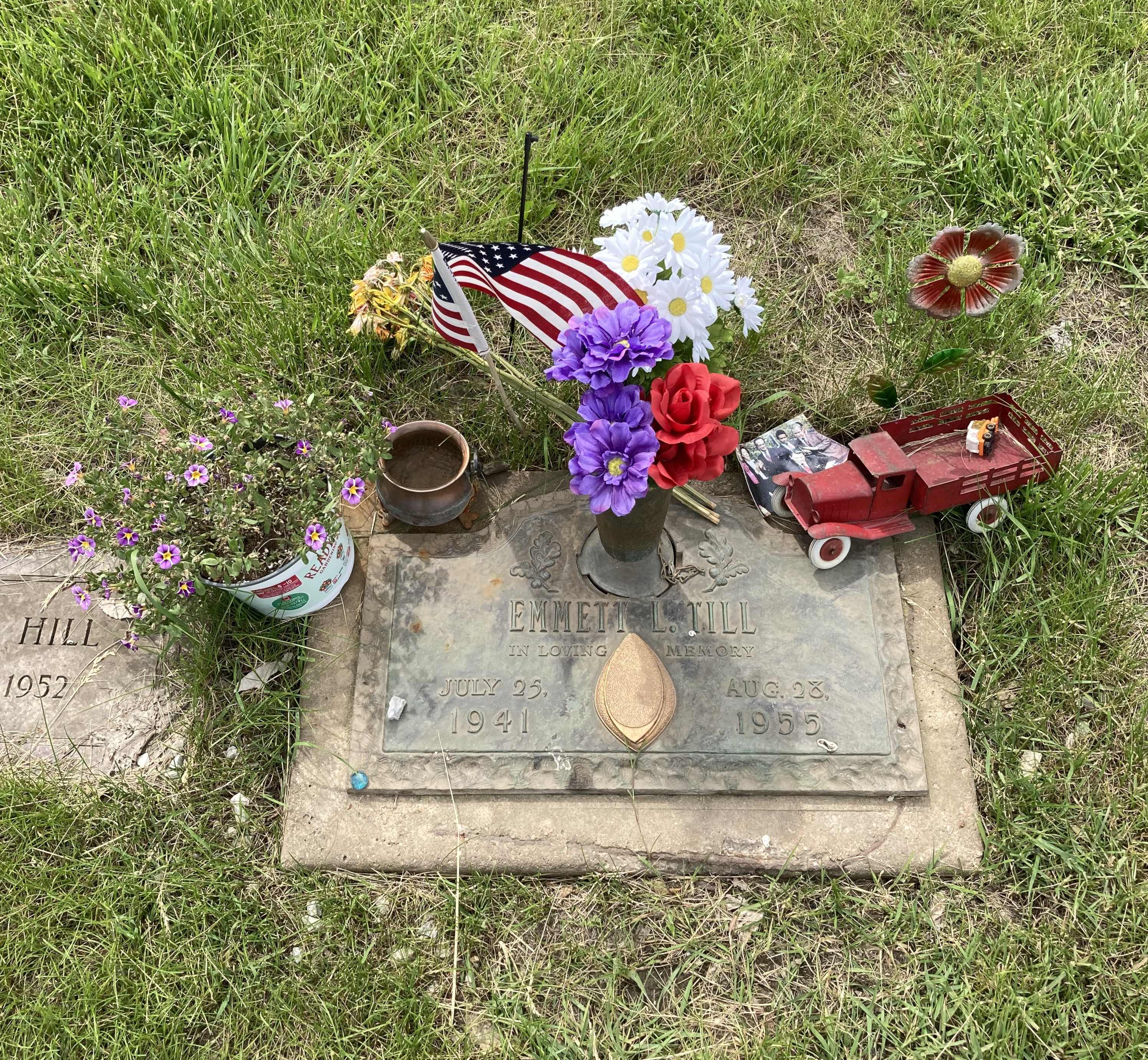
Могила Тілла на кладовищі Берр-Оак

Фотографії його понівеченого трупа розлетілися по всій країні, зокрема в журналах для чорношкірих «Джет» і «Чикаго дефендер», які викликали бурхливу громадську реакцію. Як повідомляють «Нейшн» і «Ньюсвік», темношкіра громада Чикаго була «схвильована, оскільки не стикалася з жодним подібним вчинком у новітній історії». Пізніше «Тайм» вибрав одну з фотографій «Джет», на якій зображена Меймі Тілл над понівеченим тілом її мертвого сина, як одну зі 100 «найвпливовіших фотографій усіх часів»: «Протягом майже століття афроамериканців регулярно й безкарно лінчували. Тепер, завдяки рішучості матері викрити варварство злочину, громадськість більше не могла вдавати, що ігнорує те, чого вони не бачать». Тілла поховали 6 вересня на кладовищі Берр-Оак в Алсіпі, штат Іллінойс.
Новина про Емметта Тілла поширилася на обох узбережжях. Мер Чикаго Річард Дж. Дейлі та губернатор Іллінойсу Вільям Страттон закликали губернатора Міссісіпі Вайта прослідкувати, що справедливість переможе. Тон у газетах Міссісіпі різко змінився. Вони неправдиво повідомили про заворушення в похоронному бюро Чикаго. Браянт і Мілам з'явилися на фотографіях з усмішкою та в військовій формі, а врода та чесноти Керолін Браянт були вихвалені. Чутки про вторгнення обурених чорношкірих і білих з півночі ширилися по всьому штату. Шериф округу Лефлор сприйняв це серйозно. Т. Р. М. Говард, місцевий бізнесмен, хірург і борець за громадянські права, а також один із найбагатших темношкірих людей штату, попередив про «другу громадянську війну», у разі дозволу «вбивати негрів».
Після коментарів Роя Вілкінса думка білих почала змінюватися. За словами історика Стівена Дж. Вітфілда, особлива форма ксенофобії на Півдні була занадто сильною в Міссісіпі. Білих закликали відкинути вплив думок і закликів людей з Півночі. Таке незалежне ставлення було настільки глибоким в окрузі Таллагачі, що за словами колишнього шерифа, заслужило прізвисько «Вільний штат Таллагачі», «оскільки тут люди роблять те, що їм до біса заманеться, що ускладнює керування округом».
Шериф округу Таллагачі Кларенс Страйдер, який спочатку підтвердив ідентифікацію тіла Тілла та заявив, що справа проти Мілама та Браянта «досить хороша», 3 вересня оголосив про свої сумніви, що тіло, витягнуте з річки Таллагачі, належало саме Емметту. Він припустив, що хлопець, ймовірно, все ще живий. Страйдер припустив, що знайдене тіло було підкинуто НАСРКН: труп викрав Т. Р. М. Говард, який вступив у змову, щоб одягнути перстень Тілла. Страйдер змінив свою думку після коментарів у пресі, що принижують жителів Міссісіпі, пізніше сказавши: «Останнє, що я хотів зробити, — це захистити цих білих голодранців. Але в мене просто не було вибору».
Браянта та Мілама звинуватили у вбивстві. Прокурор штату Гамільтон Колдвелл не був упевнений, що він зможе домогтися засудження у справі про насильство білих проти темношкірого чоловіка, звинуваченого в образі білої жінки. Місцева газета для чорношкірих була здивована звинуваченням і високо оцінила рішення, як і «Нью-Йорк таймс». Резонансні коментарі, опубліковані в північних газетах і НАСРКН, викликали занепокоєння у прокурора Джеральда Чатема. Він хвилювався, що його офіс не зможе забезпечити винесення обвинувального вироку, попри переконливі докази. Маючи обмежені кошти, Браянт і Мілам спочатку мали труднощі з пошуком адвокатів, які представляли б їх інтереси, але п'ять адвокатів юридичної фірми Самнера запропонували свої послуги pro bono. Їхні прихильники розмістили банки для збору в магазинах та інших громадських місцях Дельти, врешті-решт зібравши 10 000 доларів на захист.

## Суд
Суд проходив у будівлі окружного суду в Самнері, західному центрі округу Таллагачі, оскільки тіло Тілла було знайдено в цьому районі. Самнер мав один пансіон; маленьке містечко було обложене репортерами з усієї країни. Девід Галберстам назвав судовий процес «першою великою медійною подією руху за громадянські права». Репортер, який висвітлював судові процеси над Бруно Гауптманом і Джорджем Барнсом, зазначив, що судовий процес отримав найбільший розголос з усіх, які він коли-небудь бачив. Жоден готель не був відкритий для чорношкірих відвідувачів. Меймі Тілл Бредлі прибула для свідчень, суд також залучив чорношкірого конгресмена Чарльза Діггза з Мічигану. Бредлі, Діггз і кілька темношкірих репортерів залишилися в будинку Т. Р. М. Говарда в Маунд Баю, розташованого на великій ділянці й оточений озброєною охороною Говарда, він нагадував житловий комплекс.
За день до початку судового процесу молодий темношкірий чоловік на ім'я Френк Янг прибув, щоб повідомити Говарду, що він знає двох свідків злочину чорношкірих Леві Коллінза та Генрі Лі Логінса. Вони працювали у Леслі Мілама, у сараї якого побили Тілла. Коллінз і Логгінс були помічені з Міламом, Браянтом і Тіллом. Команда обвинувачення не знала про Коллінза та Логінса. Однак шериф Страйдер відправив їх у в'язницю Чарлстона, штат Міссісіпі, щоб вони не давали свідчень.
Суд відбувася у вересні 1955 року і тривав п'ять днів. Присутні згадували, що погода була дуже спекотною. В переповненому залі було 280 глядачів; чорні відвідувачі сиділи в окремих секціях. Репортери з головних національних газет, зокрема й видань для темношкірих мали сидіти в окремих секціях для чорношкірих і якомога далі від представників преси для білих та від журі. Шериф Страйдер вітав чорношкірих глядачів, які поверталися з обіду, весело: «Привіт, негри!». Деякі відвідувачі з Півночі помітили дивовижну неформальну обстанову. Члени журі могли пити пиво під час чергування, а багато білих чоловіків-глядачів носили пістолети.

Дядько Тілла, Моуз Райт, ідентифікує Дж. В. Мілама під час суду над ним. Дія, яка «означала, що залякування чорних Дельти вже не було таким ефективним, як у минулому». Райт «перетнув межу, яку ніхто не міг пригадати, щоб чорний чоловік коли-небудь робив так у Міссісіпі». Для цього знімку фотожурналіст Ернест Візерс знехтував розпорядженням судді про заборону фотографування під час судового процесу.

Захист намагався поставити під сумнів особу витягнену з річки тіла. Вони сказали, що його неможливо точно ідентифікувати, і поставили під сумнів, чи мертвий Тілл взагалі. Захист також стверджував, що хоча Браянт і Мілам забрали Тілла з дому Райта, вони відпустили його тієї ночі. Адвокати захисту намагалися довести, що Моуз Райт, якого сторони обвинувачення називали «дядьком Моузом», а захист — «Моузом», не міг ідентифікувати Браянта та Мілама як людей, які забрали Тілла з його хижі. Зазначалося, що тієї ночі використовувався лише ліхтарик Мілама, а інші світлові прилади в будинку не вмикалися. Коли забирали Тілла, Мілам і Браянт назвалися Райту. Райт заявив, що він чітко бачив лише Мілама. Свідчення Райта вважалися надзвичайно сміливими. Можливо, це був перший випадок на Півдні, коли чорний чоловік засвідчив провину білого в суді — і залишився живим.
Журналіст Джеймс Гікс, який працював у інформаційній службі для чорних Національної асоціації видавців-негрів (пізніше перейменованої на Національну асоціацію видавців газет), був присутній у залі суду; його особливо вразило те, що Райт піднявся, щоб ідентифікувати Мілама, вказавши на нього та сказавши: «Ось він». Він назвав це історичним моментом і моментом, наповненим «електрикою». Автор «Нью-Йорк пост» зазначив, що після ідентифікації Райт сидів, «похилившись, і це краще за все інше свідчило про те, скільки коштувало йому те, що він зробив». Репортер, який висвітлював судовий процес для «Нью Орлеанс таймс-пікаюн», сказав: «Це було найдраматичніше, що я бачив у своїй кар'єрі».
Меймі Тілл Бредлі засвідчила, що вона наказала своєму синові стежити за своїми манерами в Міссісіпі, і у разі ситуації, коли його попросять стати на коліна, щоб попросити вибачення у білої людини, він повинен зробити це без роздумів. Захист поставив під сумнів її ідентифікацію свого сина в труні в Чикаго та поліс страхування життя на 400 доларів, який вона оформила на нього.
Поки тривав судовий процес, шериф округу Лефлор Джордж Сміт, Говард і кілька репортерів, як чорношкірих, так і білих, намагалися встановити місцеперебування Коллінза та Логгінса. Їм це не вдалося, але вони знайшли трьох свідків, які бачили Коллінза та Логгінса з Міламом і Браянтом на території Леслі Мілама. Двоє з них сказали, що чули, як когось били, звуки ударів і крики. Один свідчив так тихо, що суддя кілька разів наказав йому говорити голосніше. Він сказав, що чув, як потерпілий кричав: «Мамо, Боже, помилуй. Боже помилуй». Суддя Кертіс Сванго дозволив Керолін Браянт свідчити, але не перед присяжними, оскільки сторона обвинувачення заперечила, що її свідчення не мають відношення до викрадення та вбивства Тілла. У будь-якому випадку це могло бути передано журі. Шериф Страйдер дав свідчення на захист своєї теорії про те, що Тілл був живий, а тіло, витягнуте з річки, було білим. Лікар із Грінвуду заявив у суді, що тіло було надто розкладене для ідентифікації, отже воно занадто довго було у воді, щоб ідентифікувати.
У прикінцевих заявах один з обвинувачів сказав, що те, що зробив Тілл, було неправильним, але його дії виправдовували побиття, а не вбивство. Джеральд Чатем пристрасно закликав до справедливості та висміював заяви шерифа та лікаря, які натякали на змову. Меймі Бредлі зазначила, що була дуже вражена його підсумком. Захист заявив, що теорія обвинувачення щодо подій тієї ночі, коли Тілла було вбито, є малоймовірною, і пращури присяжних «перевернуться в могилах», якщо вони засудять Браянта та Мілама. У Міссісіпі були можливі лише три вироки у справах про вбивство: довічне ув'язнення, смертна кара або виправдання. 23 вересня суд присяжних, у складі якого були лише білі чоловіки (і жінки, і темношкірі були заборонені) виправдали обох підсудних після 67-хвилинного обговорення. Один із присяжних сказав: «Якби ми не зупинились, щоб випити шипучки, це б не зайняло б стільки часу».
У ходу аналізу після судового процесу провина за результат була різною. Меймі Тілл Бредлі критикували за те, що вона на суді недостатньо плакала. Було відмічено, що присяжних обрали майже виключно з гірської частини округу Таллагачі, де через бідніший економічний стан білі та чорні конкурували за землю та інші аграрні можливості. На відміну від населення, що живе ближче до річки (і, отже, ближче до Браянтів і Мілама в окрузі Лефлор), яке мало noblesse oblige ставлення до темношкірих. Згідно з істориком Стівеном Вітакером, жителі східної частини округу були жорстокими у своєму расизмі. Обвинувачення критикували за відхилення будь-якого потенційного присяжного, який особисто знав Мілама чи Браянта, через побоювання, що такий присяжний проголосує за виправдання. Пізніше Вітакер зазначив, що це було помилкою, оскільки ті, хто знав підсудних, їх не любили. Один присяжний двічі голосував за засудження, але під час третього обговорення разом з рештою присяжних проголосував за виправдання. У пізніших інтерв'ю присяжні визнали, що знали про вину Браянта та Мілам, але просто не вірили, що довічне ув'язнення або смертна кара є прийнятним покаранням для білих, які вбили темношкірого. Однак у 2005 році двоє присяжних заявили, що вони вірять аргументам захисту. Вони також заявили, що обвинувачення не довело, що Тілл помер і що саме його тіло витягли з річки.
У листопаді 1955 року велике журі відмовилося пред'явити звинувачення Браянту та Міламу у викраденні, попри їхні власні зізнання. Моуз Райт і молодий чоловік на ім'я Віллі Рід, які свідчили про те, що бачили, як Мілам увійшов до сараю, звідки чулися крики та удари, обоє давали свідчення перед великим журі. Для захисту від помсти після суду Т. Р. М. Говард оплатив витрати на переїзд до Чикаго для Райта, Ріда та ще одного темношкірого свідка, які свідчили проти Мілама та Браянта. Рід, який пізніше змінив своє ім'я на Віллі Луїс, щоб його не знайшли, продовжував жити в районі Чикаго до своєї смерті 18 липня 2013 року. Він уникав публічності та навіть тримав свою історію в таємниці від дружини, поки їй не розповів родич. Рід почав публічно говорити про цю справу в документальному фільмі PBS «Вбивство Емметта Тілла», який вийшов у ефір у 2003 році.

## Медійний дискурс
Газети великих міжнародних міст, релігійні та соціалістичні видання повідомляли про обурення вироком і різко критикували американське суспільство. Південні газети, зокрема в Міссісіпі, писали, що судова система виконала свою роботу. Історія Тілла продовжувала потрапляти в новини протягом кількох тижнів після суду, викликавши дебати в газетах серед НАСРКН та різних високопоставлених прихильників сегрегації про справедливість для чорношкірих і пристойність суспільства Джима Кроу.
У жовтні 1955 року «Джексон дейлі ньюс» повідомила інформацію про батька Тілла, яка була прихована американськими військовими. Під час служби в Італії Луї Тілл був відданий під військовий суд за зґвалтування двох жінок і вбивство третьої. Він був визнаний винним і страчений через повішення армією біля Пізи в липні 1945 року. Меймі Тілл Бредлі та її родина нічого про це не знали, їм було сказано лише, що Луїс був убитий за «навмисну неправомірну поведінку». Сенатори від Міссісіпі Джеймс Істленд і Джон С. Стенніс перевірили армійські записи та розкрили злочини Луїса Тілла. Хоча судовий процес у справі про вбивство Емметта Тілла закінчився, новини про його батька протягом жовтня та листопада 1955 року розміщувалися на перших шпальтах газет Міссісіпі. Це оновило дебати щодо дій Емметта Тілла та чесності Керолін Браянт. Стівен Вітфілд писав, що відсутність уваги щодо ідентифікації чи пошуку Тілла є «дивною» у порівнянні з кількістю опублікованих розмов про його батька. За словами істориків Девіса Гока та Метью Грінді, «Луїс Тілл став найважливішим риторичним пішаком у грі з високими ставками: Північ проти Півдня, чорні проти білих, НАСРКН проти Громадських рад білих». У 2016 році, розглядаючи факти зґвалтувань і вбивств, за які було страчено Луїса Тілла, Джон Едгар Відеман заявив, що, враховуючи час розголосу про батька Емметта, хоча підсудні вже зізналися в тому, що забрали Емметта з дому його дядька, велике журі суду після вбивства відмовилося навіть пред'явити їм звинувачення у викраденні. Вайдмен також припустив, що засудження та покарання Луїса Тілла могли бути здійснені з расистських мотивів, назвавши процес над ним «воєнним судом кенгуру».
Захищені від повторного притягання до кримінальної відповідальності, у 1956 році Браянт і Мілам уклали угоду на суму від 3600 до 4000 доларів з журналом «Лук», щоб розповісти свою історію журналісту Вільяму Бредфорду Г'юї. Інтерв'ю проходило в юридичній фірмі адвокатів, які захищали Браянта і Мілама. Г'юї не ставив запитань, це робили їхні адвокати. Жоден адвокат раніше не чув розповіді своїх клієнтів про вбивство. За словами Г'юї, старший Мілам був чіткішим і впевненіший у собі, ніж молодший Браянт. Мілам зізнався, що стріляв у Тілла, і жоден із них не вірив, що вони винні, чи що вони зробили щось погане.

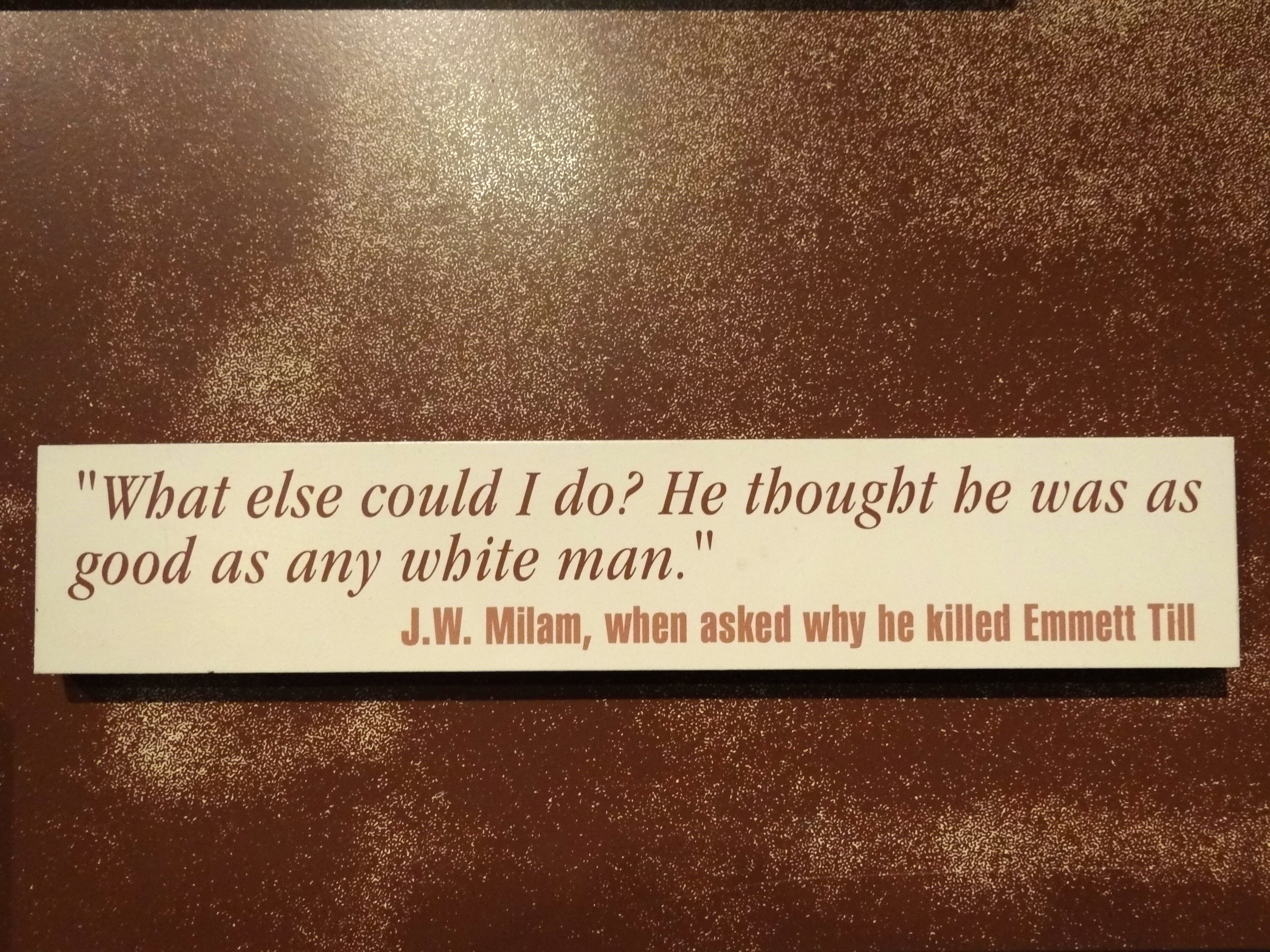
Цитата Мілама, чому він убив Тілла. Експонується в Національному музеї громадянських прав, Мемфіс, Теннессі

Реакція на інтерв'ю Г'юї з Браянтом і Міламом була вибуховою. Їхнє нахабне визнання вбивства Тілла, змусило відомих захисників громадянських прав підштовхнути федеральний уряд до розслідування цієї справи. Вбивство Тілла сприяло прийняттю Конгресом Закону про громадянські права 1957 року: він уповноважив Міністерство юстиції США втручатися у розв'язання місцевих правоохоронних питань, коли громадянські права особи були скомпрометовані. Інтерв'ю Г'юї, в якому Мілам і Браянт сказали, що діяли поодинці, затьмарило невідповідності в попередніх версіях історій. Як наслідок, за словами істориків Девіда та Лінди Бейто, подробиці про інших осіб, можливо причетних до викрадення та вбивства Тілла або подальшого приховування були забуті.

## Пізніші події
Убивство Тілла посилило побоювання місцевої чорношкірої громади, що вони зазнають насильства і закон їх не захистить. За словами Делоріса Мелтона Грешема, чий батько був убитий через кілька місяців після Тілла, «у той час вони казали, що „сезон полювання на н*****в відкритий“. Уб'єте їх і це вам зійде з рук».
Після того, як Браянт і Мілам зізналися Г'юї, що вони вбили Тілла, база підтримки цих двох чоловіків у Міссісіпі зникла. Багато їхніх колишніх друзів і прихильників, зокрема тих, хто робив внесок у їхні фонди захисту, відмовились. Чорношкірі бойкотували їхні магазини, внаслідок чого вони збанкрутували та закрилися, а банки відмовляли їм у кредитах на вирощування сільськогосподарських культур. Після тривалих зусиль отримати позику та знайти людину, яка б здала йому в оренду землю, Міламу вдається орендувати 217 акрів і отримати у кредит 4000 доларів на посадку бавовни, але чорношкірі відмовилися працювати на нього. Він був змушений платити білим вищу платню. Згодом Мілам і Браянт переїхали до Техасу, але недобра репутація переслідувала їх: вони продовжували викликати ворожнечу з боку місцевих жителів. У 1961 році, перебуваючи в Техасі, Браянт упізнав номерний знак жителя округу Таллагачі, він привітався та назвався. Мешканець, почувши ім'я, поїхав, не розмовляючи з ним. Через кілька років вони повернулися в Міссісіпі. Мілам знайшов роботу оператором важкого обладнання, але слабке здоров'я змусило його піти на пенсію. Протягом багатьох років Мілама судили за злочини, включно за напад і побиття, виписуванням фальшивих чеків і використанням вкраденої кредитної картки. Він помер від раку хребта 30 грудня 1980 року, йому було 61 рік.
У Техасі Браянт працював зварювальником, поки прогресуюча сліпота не змусила його залишити роботу. У якийсь момент вони з Каролін розлучилися; він одружився вдруге у 1980 році. Він відкрив магазин у Рулевіллі, штат Міссісіпі. У 1984 та 1988 роках він був засуджений за шахрайство з талонами на харчування. В інтерв'ю 1985 року він заперечував вбивство Тілла, попри те, що зізнався в ньому у 1956 році, але сказав: «Якби Емметт Тілл не перетнув межу, ймовірно, цього б з ним не сталося». Побоюючись економічних бойкотів і помсти, Браянт жив приватним життям і відмовлявся фотографуватися або розкривати точне місцеперебування свого магазину, пояснюючи: «Це нове покоління інше, і я не хочу хвилюватися про кулю однієї темної ночі». Помер від раку 1 вересня 1994 року у віці 63 років.
Мати Тілла одружилася з Джином Моблі, стала вчителькою і змінила прізвище на Тілл-Моблі. Вона продовжувала розповідати людям про вбивство свого сина. У 1992 році Тілл-Моблі мала можливість послухати відповіді Браянта про причетність до вбивства Тілла. Оскільки Браянт не підозрював, що Тілл-Моблі слухає, без жодних докорів сумління він заявив, що Тілл зруйнував його життя, додавши: «Емметт Тілл помер. Я не знаю, чому він не може просто залишитися мертвим».
У 1996 році режисер-документаліст Кіт Бошамп, якого дуже зворушила фотографія Тілла у відкритій труні, розпочав підготовку до повнометражного фільму про вбивство Тілла. Він стверджував, що до цього могли бути причетні 14 осіб, зокрема Керолін Браянт Донем (яка на той момент одружилася знову). Моуз Райт чув, як хтось із «м'яким голосом» підтвердив, що Тілл вдома, безпосередньо перед тим, як Браянт і Мілам забрали хлопчика. Наступні дев'ять років Бошамп займався продюсуванням «Нерозказаної історії Емметта Луї Тілла». Фільм вийшов у 2003 році.
Того ж року на телеканалі PBS з'явився в ефірі випуск «Американського досвіду» під назвою «Вбивство Емметта Тілла». У 2005 році журналіст CBS Ед Бредлі випустив у «60 хвилинах» репортаж про розслідування вбивства Тілла, частина якого містила вистежування Керолін Браянт у її будинку в Грінвіллі, штат Міссісіпі.
Книга 1991 року Стівена Дж. Вітфілда, ще одна написана Крістофером Метрессом у 2002 році, та мемуари Меймі Тілл-Моблі, які випустили наступного року, містили питання щодо того, хто був причетний до вбивства та приховування. Федеральна влада у 21 столітті працювала над розвязанням питань щодо особистості тіла, витягненого з річки Таллагачі.
У 2004 році Міністерство юстиції США оголосило про відновлення справи, щоб визначити можливу причетність інших, окрім Мілама та Браянта. Девід Т. Бейто, професор Університету Алабами, стверджує, що вбивство Тілла «має таку міфічну якість, як і вбивство Кеннеді». Міністерство юстиції взялося за розслідування численних нерозкритих справ, пов'язаних із Рухом за громадянські права, в надії знайти нові докази й щодо інших вбивств.
Тіло було ексгумовано, а коронер округу Кук провів розтин у 2005 році. ДНК родичів Тілла, порівняння зубів із фотографіями Тілла та антропологічний аналіз довели точну ідентифікацію Емметта Тілла. У нього були значні пошкодження черепа, зламані ліва стегнова кістка та два зап'ястя. Металеві фрагменти в черепі, схожі на кулі, випущені з пістолета .45 калібру.
У лютому 2007 року велике журі округу Лефлор, що складалося в основному з чорношкірих присяжних засідателів і очолюване чорношкірим прокурором Джойсом Чайлзом, не знайшло переконливих підстав для твердження Бошанпа про те, що 14 осіб брали участь у викраденні і вбивстві Тілла. Бошанп був злий на цю знахідку. Девід Бейто і Хуан Вільямс, які працювали над матеріалами для читання для документального фільму «Погляд на приз», критикували Бошанпа за спробу переглянути історію та відвернути увагу від інших нерозкритих справ. Велике журі присяжних не знайшло достатніх підстав для пред'явлення звинувачень Керолін Браянт Донем. Ні ФБР, ні велике журі присяжних не знайшли жодних достовірних доказів того, що Генрі Лі Логгінс, якого Бошамп назвав підозрюваним, якому можна було б пред'явити звинувачення, зіграв будь-яку роль у цьому злочині. Крім Логгінса, Бошамп відмовився назвати кого-небудь з людей, які, за його твердженням, були замішані в цій справі

### Історичні маркери
—Патрік Вімс, виконавчий директор Меморіальної комісії Емметта Тілла,  у промові в жовтні 2019 року на відкритті куленепробивної історичної пам'ятки (попередні три пам'ятники на цьому місці були пошкоджені) неподалік річки Таллагачі.
Перший пам'ятний дорожній знак на честь Емметта Тілла, який встановили у 2006 році, був зіпсований написом «KKK», а потім повністю покритий чорною фарбою.
У 2007 році на місцях, пов'язаних із самосудом Тілла, було встановлено вісім знаків. У 2008 році зірвали та ймовірно, викинули в річку знак на «місці біля річки», де було знайдено тіло Тілла. За наступні кілька років новий знак отримав понад 100 дірок від куль. У червні 2018 року його замінили, а в липні знову з'явились сліди від куль. Трьох студентів Університету Міссісіпі відсторонили від студентського братства після появи фото в Instagram, на якому вони позували перед простріляним знаком та зброєю. Як заявив Джеррі Мітчелл, «неясно, чи студенти братства розстріляли знак, чи просто позували перед ним». У 2019 році встановили четвертий знак. Він виготовлений зі сталі, важить 500 фунтів (230 кг) товщиною понад 1 дюйм (2,5 см), і, за словами виробника, він не зазнає руйнувань.

### Відмова Керолін Браянт від своїх свідчень
У 2017 році автор Тімоті Тайсон опублікував подробиці інтерв'ю 2008 року з Керолін Браянт. Він сказав, що під час інтерв'ю вона розповіла, що сфабрикувала частину своїх свідчень на суді. Відповідно до звіту Тайсона на основі інтерв'ю, Браянт відмовилася від своїх свідчень, де Тілл схопив її за талію та говорив нецензурні слова, сказавши, що «це не відповідає дійсності». Присяжні не заслухали свідчення Браянт на суді, оскільки суддя визнав їх неприйнятними, але глядачі суду їх почули. Захист хотів її свідчень як доказ для можливої апеляції у разі винесення обвинувачувального вироку. В інтерв'ю 2008 року 72-річна Браянт сказала, що не може пригадати решту подій, які відбувалися між нею та Тіллом у продуктовому магазині. Вона також сказала: «ніщо, що зробив той хлопець, не може виправдати те, що з ним сталося». Тайсон сказав, що Рой Браянт образливо ставився до Керолін, і «було ясно, що вона боїться свого чоловіка». Тайсон вважав, що Керолін прикрасила свої свідчення під тиском обставин. Браянт описала Мілама як «владного та брутального, а не доброго чоловіка». У редакційній статті «Нью-Йорк таймс» говориться про визнання Браянт, що частина її свідчень була неправдивою: «Це зізнання є нагадуванням про те, як життя темношкірих приносили в жертву білій брехні в таких місцях, як Міссісіпі. Це також знову підіймає питання, чому ніхто не був притягнутий до відповідальності за найгучніше вбивство 20-го століття на расовому ґрунті, попри широке розслідування ФБР».
«Нью-Йорк таймс» процитувала Вілера Паркера, двоюрідного брата Тілла: «Я сподівався, що одного дня вона [Браянт] зізнається в цьому, тому для мене важливо, що вона це визнала, і це приносить мені певне задоволення. Важливо, щоб люди розуміли, що слово білої людини проти чорношкірого було законом, і багато темношкірих людей втратили життя через це. Це справді говорить про історію, це показує, через що пройшли темношкірі люди в ті дні».
Однак «відмови від своїх слів» на плівці Тайсона не було. «Це правда, що цієї частини не записано, в цей час я налаштовував магнітофон», — сказав Тайсон. Для підтвердження своєї заяви він надав рукописну примітку, яку, за його словами, була тоді зроблена.
У звіті Конгресу в березні 2018 року Міністерство юстиції США заявило, що відновлює розслідування смерті Тілла через появу нової інформації.У грудні 2021 року Міністерство юстиції США оголосило, що закрило розслідування цієї справи.

### Невручений ордер на арешт
У червні 2022 року члени Фонду спадщини Емметта Тілла знайшли у підвалі будівлі суду невручений ордер на арешт Керолін Браянт від 29 серпня 1955 року, підписаний секретарем округу Лефлор. Родина Тілла вимагала арешту Браянт. Однак окружний прокурор відмовився пред'явити Керолін звинувачення через відсутність нових доказів для відновлення справи, на що родина Емметта відреагувала негативно.

### Вихід мемуарів Керолін Браянт Донем
У 2022 році 100-сторінкові мемуари Керолін Браянт Донем «Я більше, ніж свист захоплення» були скопійовані та передані NewsOne анонімним джерелом. Текст передали Університету Північної Кароліни для зберігання в закритому режимі до 2036 року. Повний текст також опубліковано в інтернеті, і його можна переглянути у форматі pdf.
Невістка Донем Марша Браянт підготувала мемуари та поділилася матеріалом з Тімоті Тайсоном. Браянт розуміла, що Тайсон відредагує мемуари. Однак Тайсон сказав, що такої домовленості не було. Тайсон помістив мемуари в Південну історичну колекцію в архів бібліотеки Чапел-Гілл Університету Північної Кароліни з обмеженням доступу протягом 20 років або до смерті Донем.

## Вплив на громадянські права
— Майрлі Еверс
Справа Тілла привернула широку увагу через жорстокість самосуду, молодий вік жертви та виправдання двох чоловіків, які пізніше зізналися у його вбивстві. Це стало символом несправедливості, якої зазнавали чорношкірі на Півдні. У 1955 році «Чикаго дефендер» закликала своїх читачів відреагувати на виправдувальний вирок масовим голосуванням; це було зроблено для протистояння відсутністю з 1890 року у більшості темношкірих у Міссісіпі виборчих прав, які обмежені законодавчою владою, у якій домінували білі; інші південні штати наслідували цю модель, виключаючи сотні тисяч громадян з політики. У 1985 році Майрлі Еверс, вдова Медгара Еверса, сказала, що справа Тілла викликала такий сильний резонанс тому, що вона «потрясла основи Міссісіпі — як чорних, так і білих, тому що … в білій громаді … це стало загальнонаціональним розголосом … у нас, чорношкірих … було сказано, що навіть дитина не захищена від расизму, фанатизму та смерті».
НАСПКН запросила Меймі Тілл Бредлі здійснити поїздку країною, щоб розповісти про події життя її сина, смерть і суд над його вбивцями. Це була одна з найуспішніших кампаній із збору коштів, яку коли-небудь проводила НАСПКН. Журналіст Луїс Ломакс визнає смерть Тілла початком того, що він називає «повстанням негрів», а вчений Кленора Гадсон-Вімс характеризує Тілла як «жертовного агнця» за громадянські права. Емзі Мур з НАСПКН вважає, що Тілл розпочав руху за громадянські права принаймні в Міссісіпі.
Лауреат премії «Еммі» 14-годинний документальний фільм «Погляд на премію» 1987 року починається з убивства Емметта Тілла. У супровідних письмових матеріалах серії «Погляд на премію» та «Голоси свободи» (вдруге) вичерпно досліджуються основні постаті та події Руху за громадянські права. Стівен Вітакер стверджує, що внаслідок уваги до смерті Тілла та судового процесу,
В очах нації Міссісіпі став втіленням расизму та цитаделлю переваги білої раси. З цього часу найменший расовий інцидент у будь-якій точці штату висвітлювався та перебільшувався. Для негритянської раси у всьому Півдні й у деяких інших частинах країни цей вердикт означав кінець системі "благородного боргу". Віра у білу структуру влади швидко слабшала. Віра негрів у легізм ослабла, і повстання офіційно розпочалося 1 грудня 1955 року з бойкоту автобусних мереж у Монтгомері, штат Алабама.
—Роза Паркс, за її відмову пересісти в задню частину автобуса, ініціювала бойкот автобусних мереж у Монтгомері.
У Монтгомері через кілька місяців після вбивства Роза Паркс відвідала мітинг на підтримку Тілла, який очолив Мартін Лютер Кінг. Незабаром вона відмовилася поступитися місцем в окремому автобусі білому пасажиру. Цей інцидент спровокував добре організований масовий бойкот автобусних мереж, який тривав рік. Бойкот був спрямований на зміни місцевої політики сегрегації. Пізніше Паркс сказала, коли вона не встала та не пішла в задню частину автобуса: «Я подумала про Емметта Тілла, я просто не могла сісти позаду».
За словами автора Клейборна Карсона, смерть Тілла та широке висвітлення об'єднання учнів у Центральній середній школі Літтл-Рок у 1957 році були особливо глибокими для молодих темношкірих: «Саме через це гнійне невдоволення та усвідомлення попередніх ізольованих протестів, народились сидячі протести у 1960-х роках». Побачивши фотографії понівеченого тіла Тілла в Луїсвіллі, штат Кентуккі, молодий Кассіус Клей (пізніше відомий боксер Мухаммед Алі) і його друг зігнав своє розчарування, розгромивши місцеву залізничну станцію, спричинивши сходження з рейок локомотива.
У 1963 році жителька округу Санфлауер та скіпщиця Фанні Лу Гамер була ув'язнена та побита за спробу зареєструватися для голосування. Наступного року вона очолила масову реєстрацію виборців у Дельті, а волонтери працювали на «Літо свободи» по всьому штату. До 1954 року 265 темношкірих людей зареєструвалися для голосування в трьох округах Дельти, де вони становили більшість населення. У той час чорношкірі становили 41 % від загального населення штату. Після смерті Емметта Тілла кількість зареєстрованих виборців у цих трьох округах впала до 90. До кінця 1955 року в чотирнадцяти округах Міссісіпі не було зареєстровано жодного чорношкірого виборця. Протягом «Літа свободи» у Міссісіпі у 1964 році зареєструвалося 63 000 темношкірих виборця за спрощеною процедурою, очолюваною проєктом; вони створили власну політичну партію, тому що були закриті від постійних членів демократичних партій у Міссісіпі.

## Спадщина та шанування

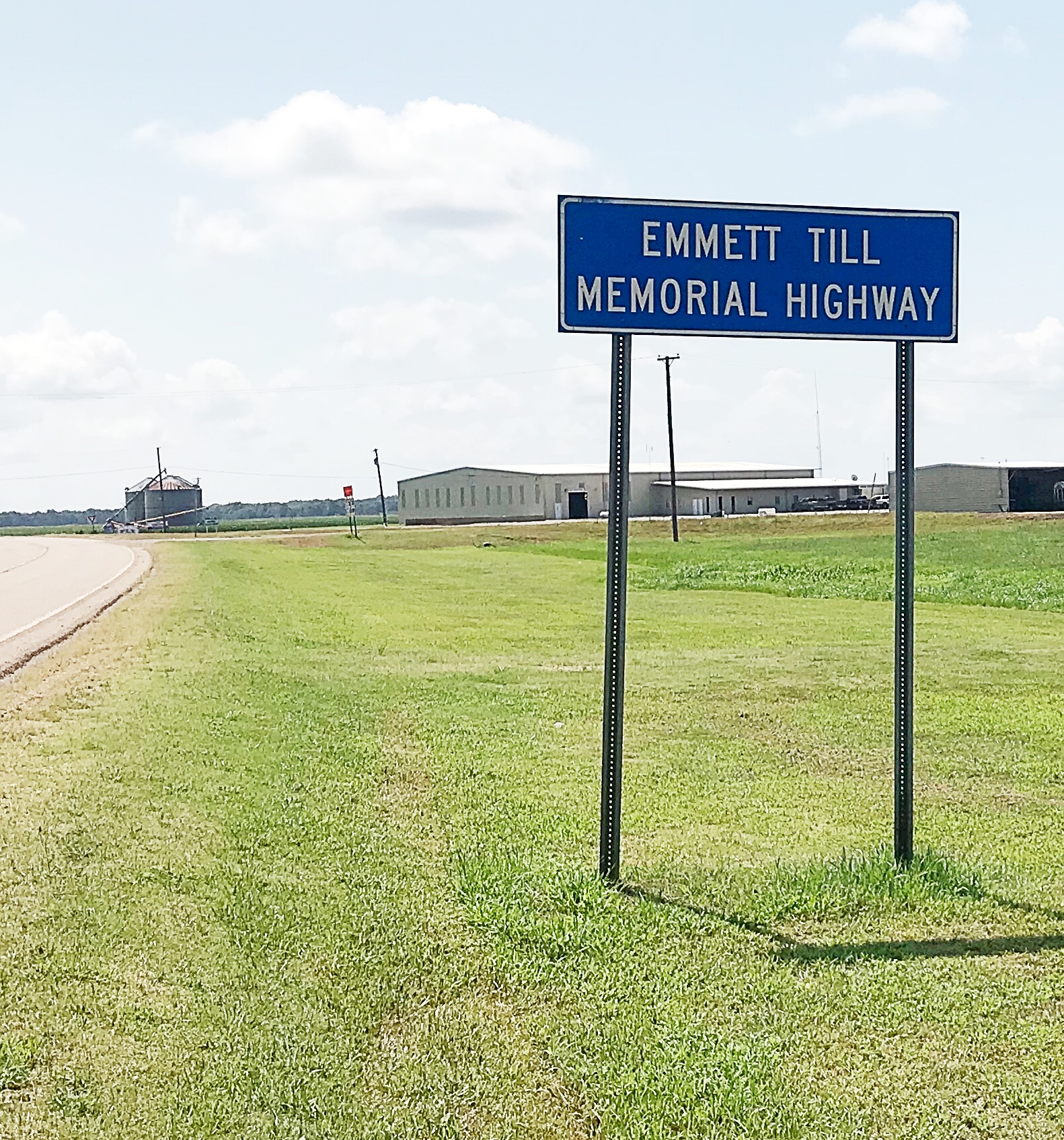
Меморіальне шосе Емметта Тілла, US 49E, Татвайлер, Міссісіпі, 2019

- У 1976 році у Денвері відкрили статуя (відтоді перенесена в Пуебло, штат Колорадо), на якій зображені Тілл і Мартін Лютер Кінг-молодший.
- У 1984 році частина 71-ї вулиці в Чикаго була названа «Emmett Till Road», а в 2005 році на його честь назвали міст на 71-й вулиці[168].
- У 1989 році Тілл був включений до списку з сорока людей, які загинули за громадянські права; вони вказані як мученики на гранітній скульптурі Меморіалу громадянських прав у Монтгомері, штат Алабама[169][170].
- Демонстрація у підтримку Тілла відбулася у 2000 році в Селмі, штат Алабама, на 35-ту річницю маршу через міст Едмунда Петтуса. Його мати Меймі Тілл-Моблі була присутня. Пізніше вона написала у своїх мемуарах: «Я зрозуміла, що Емметт досяг значного впливу в смерті, якого йому було відмовлено за життя. Попри це, я ніколи не хотіла, щоб Емметт став мучеником. Я тільки хотіла, щоб він був хорошим сином. Попри те, що я усвідомлювала усі великі речі, яких було досягнуто в основному завдяки жертвам багатьох людей, я зрозуміла, що жалію, що ми не змогли зробити це іншим способом»[171].
- У 2005 році початкова школа Джеймса Мак-Коша в Чикаго, де навчався Тілл, була перейменована в «Академію математики та науки Емметта Луїса Тілла»[172].
- У 2006 році між Грінвудом і Тутвайлером, штат Міссісіпі, було відкрито «Меморіальне шосе Емметта Тілла». Цим маршрутом доставляли його тіло на залізничну станцію, щоб повернути матері для поховання в Чикаго. Шосе перетинається з меморіальним шосе Г. К. Страйдера[173].
- У 2006 році Наглядовою радою Таллагачі була створена Меморіальна комісія Емметта Тілла[174]
- У 2007 році Меморіальна комісія Емметта Тілла офіційно перепросила перед родиною на заході, на якому були присутні 400 осіб:

Ми, громадяни округу Таллагачі, визнаємо, що справа Емметта Тілла була жахливою судовою помилкою. Ми відверто та з глибоким жалем заявляємо про нездатність ефективно досягти правосуддя. Ми хочемо сказати родині Емметта Тілла, що ми глибоко шкодуємо про те, що було зроблено в цій спільноті з вашою людиною, яку ви любили.
- Того ж року конгресмен від Джорджії Джон Льюїс виступив ініціатором законопроєкту про план розслідування та судового переслідування нерозкритих (мертвих справ) вбивств часів громадянських прав. Закон Емметта Тілла про нерозкриті злочини проти громадянських прав був підписаний у 2008 році[176].
- У 2008 році викрали меморіальну дошку, встановлену в окрузі Таллагачі, біля річки Таллагачі в районі Грабол-Лендінг, де було знайдено тіло Тілла. Її так і не було знайдено[177]. Табличка була «частою мішенню для расистського вандалізму»[177]. Це місце знаходиться у віддаленій місцевості та поряд з гравійною дорого, а це означає, що вандалам довелося зійти з дороги, щоб дістатися до нього[177]. Дошку замінювали кілька разів, але її розстрілювали знову[178]. У жовтні 2019 року встановили новий куленепробивний знак вартістю понад 10 000 доларів США та вагою понад 230 кг[179][178]. У листопаді 2019 року біля дошки спіймали групу прихильників переваги білої раси під час створення пропагандистського відео, що викликало нові занепокоєння щодо можливого нового вандалізму. Група несла білий прапор із чорним Андріївським хрестом, прапор, який зазвичай використовує расистська неоконфедеративна група під назвою Ліга Півдня. Група швидко розбіглася, коли спрацювала сигналізація, призначена для захисту знаку[180][181].
- Будівлю суду округу Таллагачі в Самнері, де в 1955 році відбувся суд над вбивцями Тілла, було відреставровано та знову відкрито в 2012 році. Через дорогу запрацював Центр інтерпретації Емметта Тілла, який служить громадським центром[174].
- Меморіальний проєкт Емметта Тілла — це пов'язаний з ним веб-сайт і додаток для смартфонів, присвячене життю та смерті Тілла. У ньому позначене 51 місце в дельті Міссісіпі, пов'язане з ним[174]. 29 серпня 2015 року Центр провів захід з нагоди його 60-річчя[182][183].
- У 2015 році бібліотека Університету штату Флорида створили архіви Емметта Тілла[184][185].
- У 2020 році Національний фонд охорони історичних пам'яток позначив Церкву Бога у Христі Робертса, місце похорону Тілла, історичнем місцем Америки під загрозою зникнення[7].
- У 2022 році Сенат США проголосував за нагородження Емметта Тілла та його матері Меймі Тілл-Моблі Золотою медаллю Конгресу, передавши це для одночасного розгляду в Палаті представників США[186][187].
- У березні 2022 року Конгрес прийняв закон Емметта Тілла проти самосуду.

### Труна
— Лонні Банч III, директор Смітсонівського національного музею афроамериканської історії та культури
Під час відновленого розслідування злочину в 2005 році Міністерство юстиції провело ексгумацію останків Тілла для проведення розтину та тесту ДНК, який підтвердив ідентифікацію тіла. Відповідно до закону штату про перепоховання, Тілл був повторно похований у новій труні пізніше того ж року. У 2009 році в напівзруйнованому складському сараї на кладовищі було знайдено його оригінальну труну зі скляним верхом. Труна знебарвилася, а внутрішня тканина порвалась. Були докази того, що в ній жили тварини, хоча скляна верхня частина була цілою. Через місяць Смітсонівський національний музей афроамериканської історії та культури у Вашингтоні придбав труну.

## У культурі
Ленгстон Г'юз присвятив Тіллу вірш без назви (який згодом буде відомий як «Міссісіпі—1955») у своїй колонці в «Чикаго Дефендер» від 1 жовтня 1955 року. Його перевидавали по всій країні та продовжували перевидавати з різними змінами від різних авторів. Письменник Вільям Фолкнер, відомий білий уродженець Міссісіпі, який часто зосереджувався на расових питаннях, написав два есе про Тілла: одне до суду, в якому він виступав за єдність Америки, та друге після, стаття під назвою «Про страх», опублікована у «Гарперс меґезін» у 1956 році. У ній він поставив під сумнів принципи сегрегації, які ґрунтуються на ірраціональних міркуваннях.
Вбивство Тілла було в центрі уваги телевізійного епізоду 1957 року для US Steel Hour під назвою «Полудень судного дня», написаний Родом Серлінгом. Він був зачарований тим, як швидко білі з Міссісіпі підтримали Браянт та Мілама. Попри те, що сценарій був переписаний, щоб уникнути згадки про Тілла, і не було згадки, що жертвою став чорношкірий, Рада білих громадян пообіцяли бойкотувати US Steel. Подальший епізод мало нагадував справу Тілла.
Ґвендолін Брукс написала вірш під назвою «Мати з Бронзевілля вештається у Міссісіпі. Тим часом мати з Міссісіпі смажить бекон» (1960). Того ж року Гарпер Лі опублікувала книгу «Убити пересмішника», в якій білий адвокат зобов'язується захищати темношкірого чоловіка на ім'я Том Робінсон, звинуваченого у зґвалтуванні білої жінки. Лі, чий роман мав глибокий вплив на громадянські права, ніколи не коментувала, чому вона написала про Робінсона. Професор літератури Патрік Чура зазначив кілька подібностей між справою Тілла та Робінсона. Драма 1964 року «Блюз для містера Чарлі» Джеймса Болдвіна заснована на справі Тілла. Пізніше він оприлюднив, що вбивство Тілла турбує його кілька років.
Енн Муді згадала випадок Тілла у своїй автобіографії «Дорослішання в Міссісіпі», де вона стверджує, що вперше навчилася ненавидіти восени 1955 року. Вірш Одрі Лорд «Післязображення» (1981) зосереджується на погляді чорношкірої жінки на Керолін Браянт через 24 роки після вбивства та суду. У сюжет роману Бебі Мур Кемпбелл «Твоя дурниця не така, як моя» 1992 року зосереджений на подіях, що призвели до смерті Тілла. Тоні Моррісон згадує про смерть Тілла в романі «Пісня Соломона» (1977), а пізніше вона написала п'єсу «Сновидіння Емметта» (1986), яка розповідає про життя Тілла та наслідки його смерті. Ця п'єса — це феміністичний погляд на ролі чоловіків і жінок у темношкірому суспільстві, на написання вона надихнулась розглядаючи «час очима однієї людини, яка могла повернутися до життя та помститися». Еммілу Гарріс включила пісню «My Name is Emmett Till» до свого альбому «Hard Bargain» 2011 року. За словами вченого Крістофера Метресса, Тілла часто зображають у літературі як примару, яка переслідує білих людей Міссісіпі, змушуючи їх сумніватися у своїй причетності до зла або мовчати про несправедливість. Книга 2002 року «Процеси у Міссісіпі 1955 року» — це вигадана розповідь про смерть Тілла. У пісні Жанель Моне «Hell You Talmbout» 2015 року згадуються імена афроамериканців, зокрема Емметта Тілла, які загинули внаслідок зіткнень із правоохоронними органами чи расового насильства. У 2016 році художниця Дана Шутц намалювала «Відкриту труну» — роботу, засновану на фотографіях Тілла в його труні, а також на розповіді матері Тілла про те, що вона бачила його після смерті.

### Документальні фільми
- «Вбивство та рух: Історія вбивства Емметта Тілла» (1985) Річа Семюеля та продюсера Анни Вассер (спочатку транслювався на WMAQ-TV у Чикаго)[201]
- «Убивство Емметта Тілла», яке транслювалося під час 15 сезону серіалу «Американський досвід»: посилання на веб-сайти на розшифровку програми та додаткові матеріали для PBS[202]
- «Нерозказана історія Емметта Льюїса Тілла» (2005) Кейт Бошан[203]
- «Погляд на приз»: Стенограма документального фільму PBS 2006 року[204]

### Книги, п'єси та інші твори, натхненні Тіллем

#### Пісні
- «The Death of Emmett Till» (1955), написана Ей Сі Білбрю, записана «The Ramparts» разом із «Scatman Crothers»[205]
- «The Ballad of Emmett Till» (1956), записана Red River Dave (Девід Мак-Енері) TNT під леблом True Story Series[206]
- «My Name is Emmett Till» (2013) із «Hard Bargain», 26 студійного альбому Еммілу Гарріс .
- «Too Many Martyrs» (1964) Філа Окса, згадує та оспівує Тілла[207]
- «The Death of Emmett Till» (1962), також відома як «The Ballad of Emmett Till», Боба Ділана
- «Emmett's Ghost» написана та записана американським блюзовим співаком Еріком Біббом[208].

#### Інше
- Вірші: Джеймса Емануеля «Емметт Тілл» (1991)
- «Свист захоплення» (1993) Льюїс Нордан[209]
- Художня література для неповнолітніх: «Суд у Міссісіпі, 1955» (2003) Кріс Кроу[210]
- Драма: «Штат Міссісіпі та обличчя Емметта Тіла» (2005) Девіда Барра
- Вірш: «Вінок для Емметта Тілла» (2005) Мерилін Нельсон
- «Священне місце» (2007) Деніела Блека[211]
- Мюзикл: «Балада про Еммета Тіла» (2008) Іфи Баєзи[212]
- Драма: «Енн і Емметт» (2009) Джанет Ленгхарт . Уявна розмова між Тіллом й Анною Франк, обох убитих у підлітковому віці через расові переслідування, у п'єсі є записана розповідь Морганом Фріменом[213].
- «Збір води» (2012) Берніс Л. Макфадден[214]
- Картина: «Емметт Тілл: Як вона послала його і як вона повернула» (2012) Лізи Віттінгтон, виставлена в Музеї громадянських прав Міссісіпі
- Фільм: Смітсонівський національний музей історії та культури афроамериканців замовив Аві ДюВерне створення фільму, який дебютував під час відкриття музею 24 вересня 2016 року. Цей фільм «28 серпня: Один день із життя людей» (2016) розповідає про шість значущих подій в історії афроамериканців, які відбулися в один і той же день, 28 серпня. Зображені події включають (серед іншого) самосуд Тілла[215].
- Фільм: «Мій племінник Емметт» драматизує дядька Тілла Моуза Райта, який чекає на вбивць Тілла. Фільм був номінований на премію «Оскар» як найкращий короткометражний ігровий фільм, 2018[216].
- Телевізійний серіал: науково-фантастичний серіал жахів «Країна Лавкрафта» від HBO містить версію Тілла, яку зображує Раян Гілл, як повторюваного персонажа, який з'являється у 2 епізодах. Епізод «Jig-A-Bobo» відтворює похорони Тілла в Чикаго[217].

## Галерея

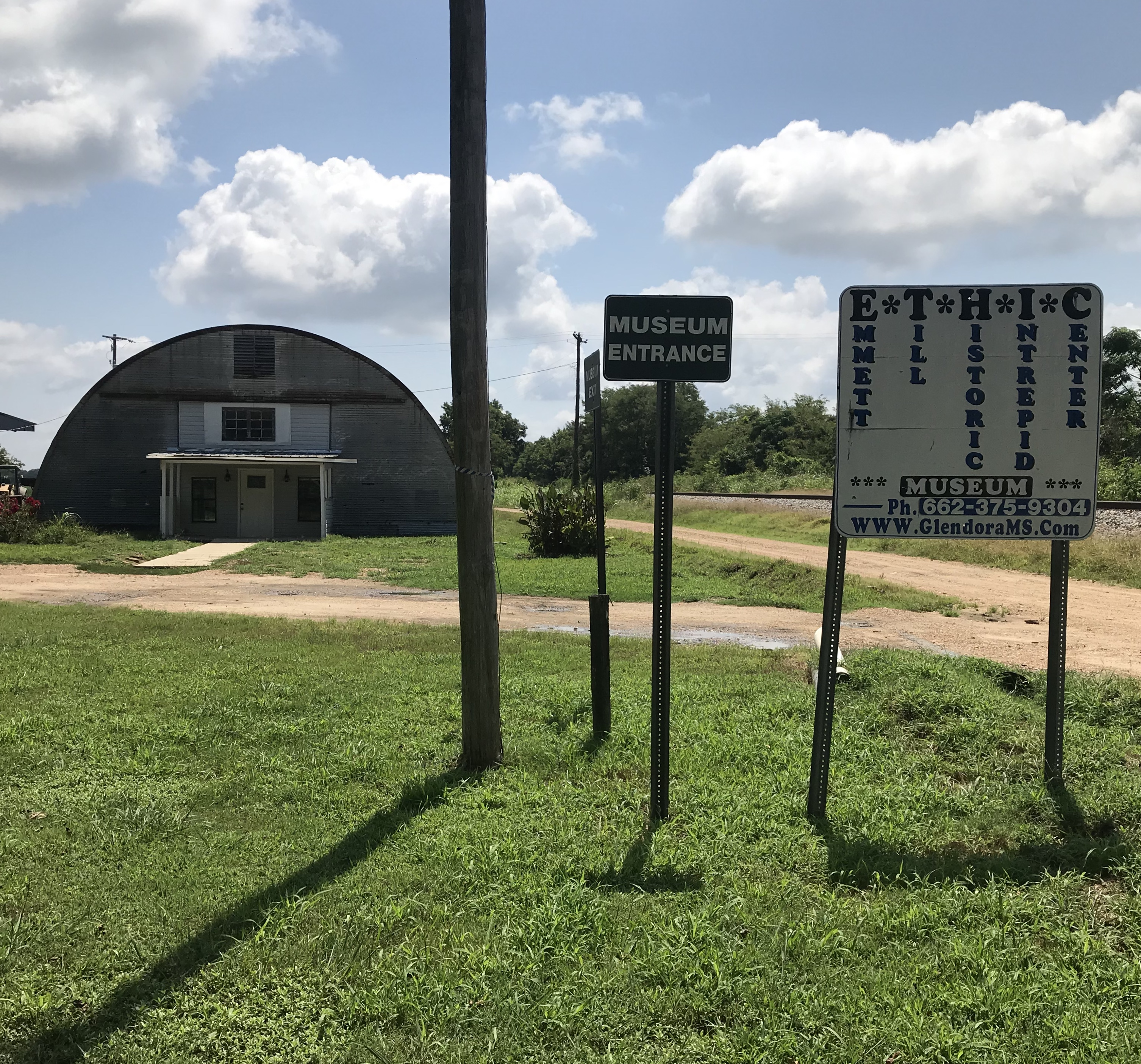
Історичний центр "Безстрашний Емметт Тілл", розташований на колишній бавовноочисній фабриці в Глендора, штат Міссісіпі[218].
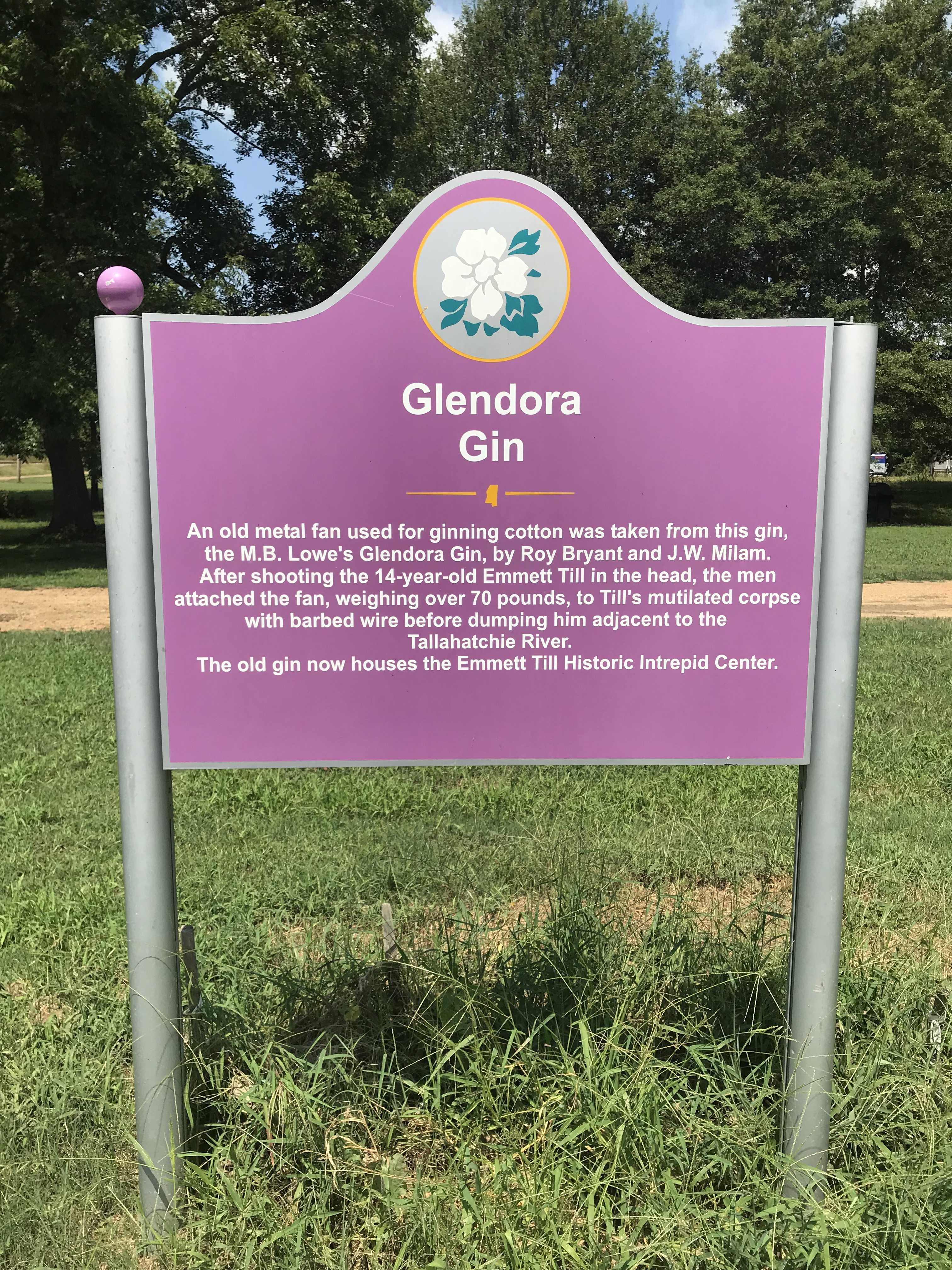
Знак Glendora Gin. Тут Мілам і Браянт взяли фен для обважнення тіла Тілла, щоб потопити в річці Таллагачі.
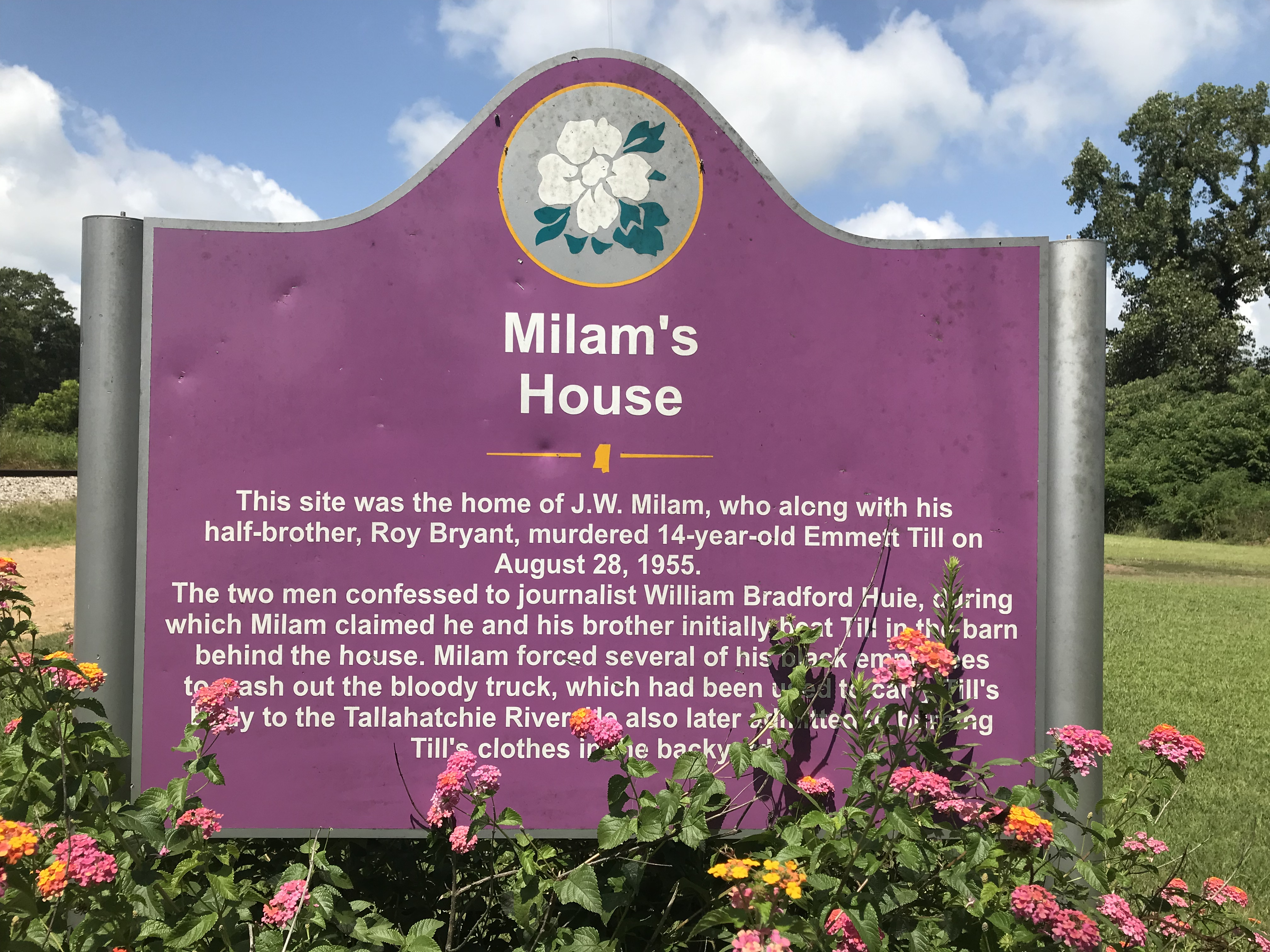
Знак, що вказує на місце, де стояв будинок Мілама біля  Glendora Gin.
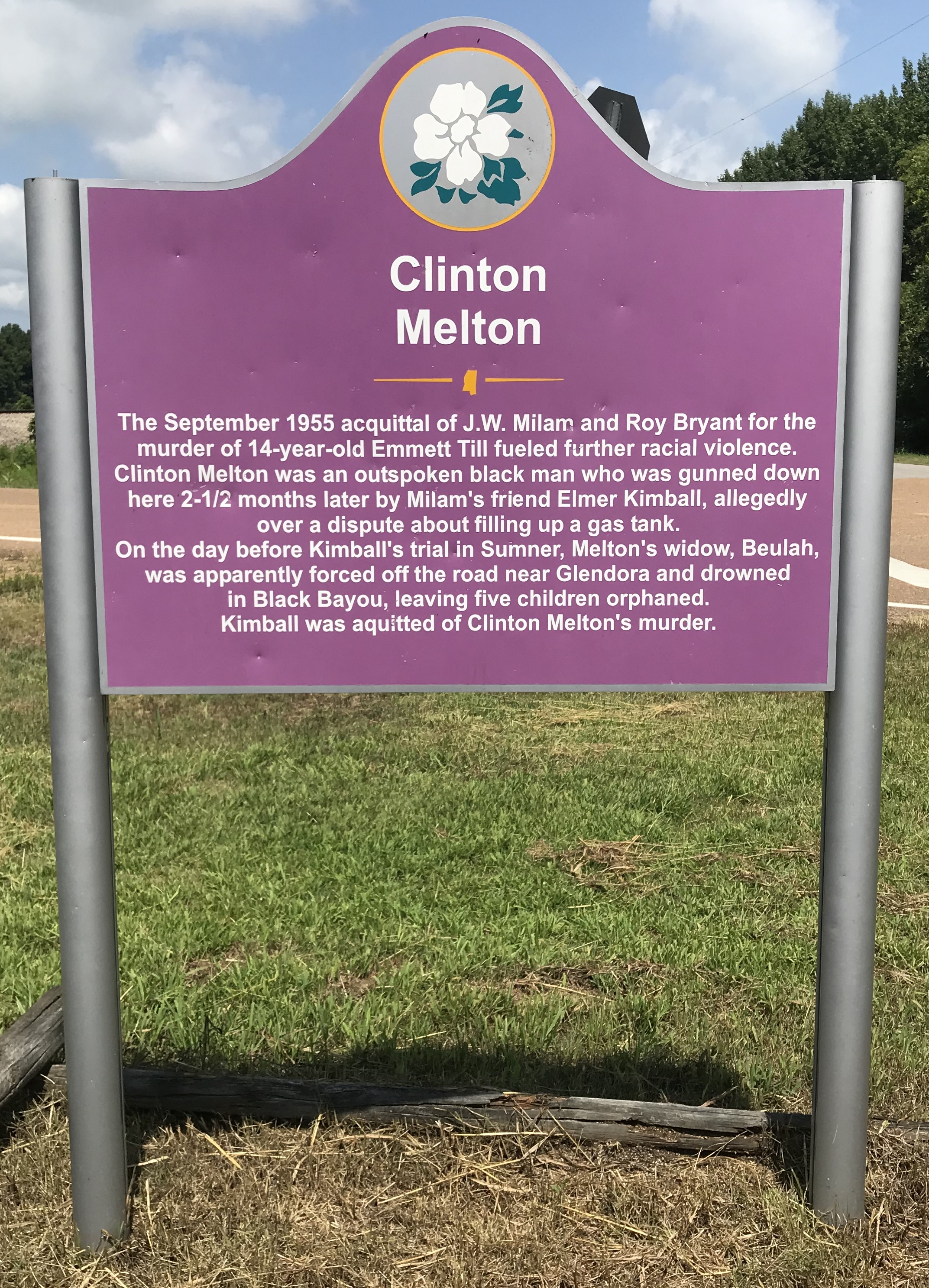
Через кілька місяців після смерті Тілла Клінтон Мелтон став жертвою на ґрунті расової ненависті. Попри свідчення очевидців, його вбивця, друг Мілама, був виправданий виключно білими присяжними в тому ж приміщенні суду[119].
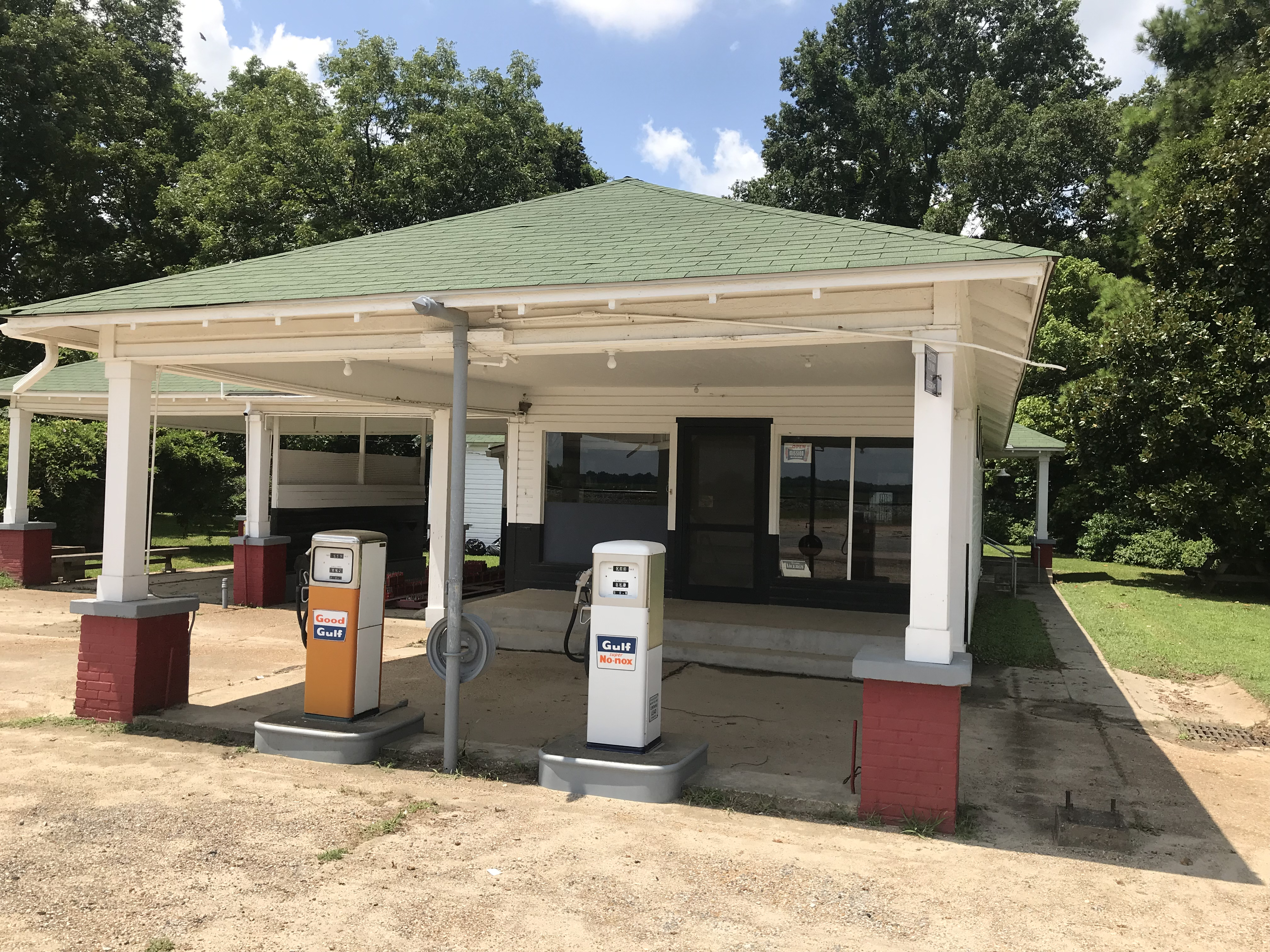
Реконструйована станція технічного обслуговування Бена Роя, яка стояла поруч із продуктовим магазином, де Тілл зустрів Браянт в Мані, Міссісіпі[219], 2019
- Бакалія Браянтів (2018). До 2018 року магазин було описано як «небагато залишилося», і, враховуючи вимоги власника, збереження не відбулося.Бакалія Браянтів (2018). До 2018 року магазин було описано як «небагато залишилося», і, враховуючи вимоги власника, збереження не відбулося[220].

## Додаткова література
- Burch, Audra D. S.; Shastri, Veda; Chaffee, Tim (20 лютого 2019). Emmett Till's Murder, and How America Remembers Its Darkest Moments. The New York Times.
- Shastri, Veda; Burch, Audra D. S.; Chaffee, Tim; Fineman, Nicole (21 лютого 2019). Remembering Emmett Till: The Legacy of a Lynching. The New York Times.
- Shastri, Veda (22 лютого 2019). A Grocery, a Barn, a Bridge: Returning to the Scenes of a Hate Crime. The New York Times.
- Houck, Davis W. (Summer 2005). Killing Emmett. Rhetoric & Public Affairs. 8: 225—262. doi:10.1353/rap.2005.0078 — через Project MUSE.
- Huie, William Bradford (January 1956). The Shocking Story of Approved Killing in Mississippi. Look. Процитовано 25 лютого 2019.
- Huie, William Bradford (January 1957). What's Happened to the Emmett Till Killers?. Look. Архів оригіналу за 16 травня 2017. Процитовано 25 лютого 2019.

- Emmett Till, каталог посилань Open Directory Project
- The original 1955 Jet magazine with Emmett Till's murder story pp. 6–9, and Emmett Till's Legacy 50 Years Later" in Jet, 2005.
- NPR pieces on the Emmett Till murder
- Devery S. Anderson, «A Wallet, a White Woman, and a Whistle: Fact and Fiction in Emmett Till's Encounter in Money, Mississippi» (PDF) The Southern Quarterly (July 2008)
- Booknotes interview with Christopher Benson on Death of Innocence: The Story of the Hate Crime That Changed America, April 25, 2004.
- Testimony of Carolyn Bryant at trial of Roy Bryant and J. W. Milam